# Complot du 20 juillet 1944
Vous lisez un « article de qualité » labellisé en 2018.
« Opération Walkyrie » redirige ici.  Pour les autres significations de « Walkyrie », voir Valkyrie (homonymie).
Le complot du 20 juillet 1944, aussi appelé l'« opération Walkyrie », est une tentative d'assassinat visant Adolf Hitler, planifiée par des conjurés civils et militaires allemands souhaitant le renversement du régime nazi afin de pouvoir négocier la fin de la Seconde Guerre mondiale avec les puissances alliées.
La tentative d'assassinat et de putsch, qui fait suite à de nombreux projets antérieurs dont les premiers remontent à 1938, comprend deux étapes étroitement imbriquées : la première phase consiste en l’assassinat d’Adolf Hitler dans son quartier général de Prusse-Orientale, la seconde en la prise du pouvoir et la mise en place d’un nouveau régime, en détournant de son objectif un plan militaire d'urgence nationale — l'opération Walkyrie — prévu pour réprimer une insurrection.
La première phase du complot échoue : la bombe déposée par le colonel Claus von Stauffenberg dans une des salles de la Wolfsschanze explose, mais Hitler n'est que légèrement blessé. L’incertitude sur le sort de Hitler et l’impréparation des conjurés retardent en outre le lancement du coup d'État. Ce retard et l’annonce de la survie de Hitler permettent aux partisans du Führer de faire échouer le coup d'État, qui ne reçoit quasiment aucun soutien de la part de la population civile ou de l'immense majorité des militaires.
L’échec de la conjuration est suivi par une répression particulièrement féroce. Plusieurs dizaines de participants au complot sont jugés par le Tribunal du peuple présidé par Roland Freisler et sont condamnés à mort. Cet échec accroît les rôles de Himmler, Bormann et Goebbels au sein du régime et renforce la méfiance de Hitler à l’égard du corps des officiers de la Wehrmacht, au profit de ceux de la Waffen-SS.

## Contexte

### Tentatives antérieures

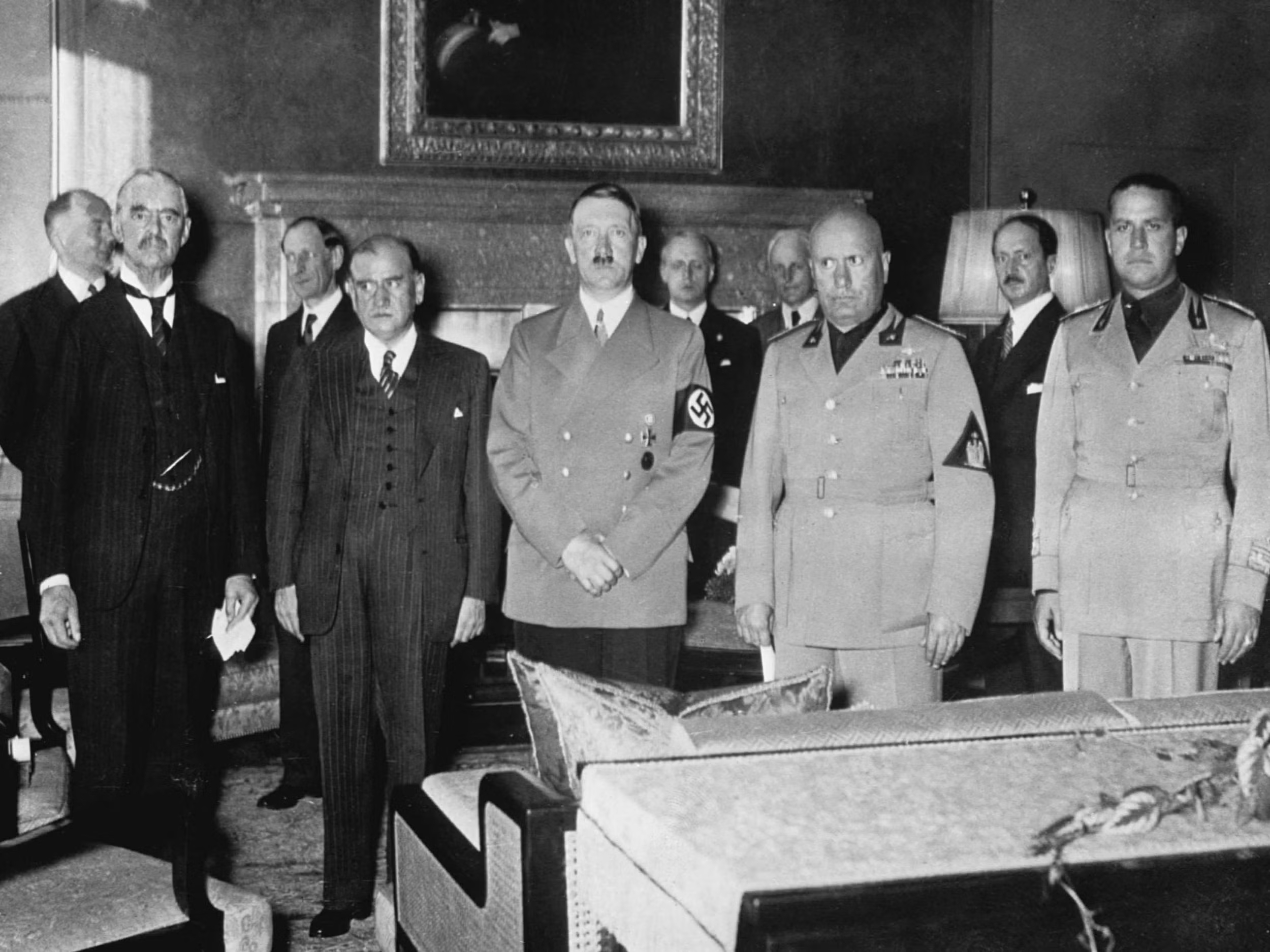
Au premier plan, de gauche à droite : Chamberlain, Daladier, Hitler, Mussolini et Ciano lors des accords de Munich le 29 septembre 1938.

Les premiers plans pour renverser Adolf Hitler sont échafaudés en août-septembre 1938 au moment de la crise des Sudètes par un groupe de militaires et de civils, qui approuve le projet de dépeçage de la Tchécoslovaquie, mais estime que Hitler prend des risques inconsidérés. Font partie des comploteurs issus des forces armées, le chef d’état-major adjoint de l’Armée de terre, Franz Halder, et son prédécesseur Ludwig Beck, le commandant de la zone militaire de Berlin, Erwin von Witzleben, l'officier réserviste Wilhelm von Lynar, le chef de l’Abwehr, Wilhelm Canaris, et son adjoint, le lieutenant-colonel Hans Oster. Les participants civils au projet sont notamment l’ancien maire de Leipzig, Carl Friedrich Goerdeler, l’ancien ministre de l’Économie Hjalmar Schacht et de hauts fonctionnaires comme Ernst von Weizsäcker, Adam von Trott zu Solz ou Hans Bernd Gisevius. Les conjurés prennent de nombreux contacts avec les autorités britanniques et françaises afin qu'elles menacent clairement Hitler d'une intervention militaire si l'Allemagne passe aux actes. Mais ils n'obtiennent aucun soutien, malgré les démarches entreprises notamment par Goerdeler, Ewald-Heinrich von Kleist-Schmenzin, divers intermédiaires ou des membres du ministère des Affaires étrangères opposés au nazisme emmenés par Weizsäcker. Les accords de Munich, qui permettent de démembrer l’État tchécoslovaque sans conflit et constituent un réel succès diplomatique pour le Führer, mettent fin aux velléités de coup d'État.
Le projet d’envahir la Pologne en septembre 1939 épouvante les conservateurs qui avaient comploté pendant la crise de Munich. « Ils essayèrent d’établir des contacts avec les gouvernements britannique et français, mais leurs messages étaient contradictoires […] et ils ne furent pas vraiment pris au sérieux. » Pour la seconde fois, une tentative de résistance à l’expansionnisme nazi est tuée dans l’œuf.
De l'automne 1939 à l'été 1942, Franz Halder envisage l'assassinat de Hitler et participe à plusieurs réunions avec le Führer muni d'un revolver chargé, sans se résoudre à passer à l'acte.
Les atrocités commises sur le front de l’Est, dont l’extermination des Juifs, suscitent l’indignation et relancent l’idée d’un renversement de Hitler. En mars 1942, un groupe d’opposants ayant participé aux projets avortés de 1938 et 1939 se réunit à Berlin et décide de ne rien décider, « les perspectives [de succès] étant encore réduites ». La volonté d'écarter Hitler du pouvoir est partagée par les membres du cercle de Kreisau réunis autour du comte Helmuth James von Moltke, qui écartent l’idée d’un attentat contre Hitler, essentiellement pour des raisons religieuses ; en revanche, un groupe de militaires, animé par Henning von Tresckow, estime qu’il faut tuer le Führer pour renverser le régime, conviction qui se renforce avec la reddition des forces allemandes à Stalingrad fin janvier 1943. Après celle-ci, le général Friedrich Olbricht assure la coordination des conjurés et prépare le terrain en vue d’un coup d’État prévu pour mars 1943.

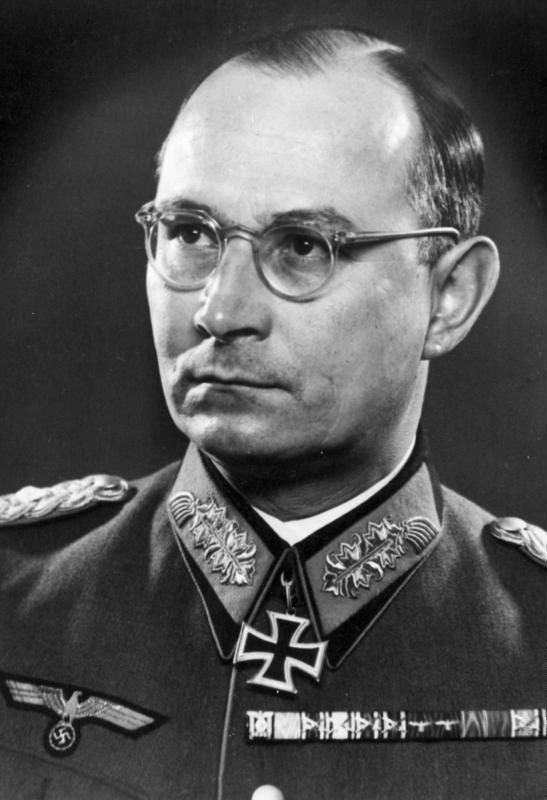
Friedrich Olbricht.

Diverses tentatives ont lieu début 1943. Mi-février 1943, les généraux Hubert Lanz et Hans Speidel projettent d’arrêter Hitler lors de sa visite au quartier général du groupe d’armées B, mais celle-ci est annulée. Le 11 mars 1943, le capitaine Eberhard von Breitenbuch, officier d'ordonnance du Generalfeldmarschall Ernst Busch, armé d'un pistolet, projette d'assassiner Hitler au cours d'une réunion au Berghof à Obersalzberg, mais au dernier moment, il est retenu à l'entrée et ne peut participer à la réunion qui se déroule sans officiers d'ordonnance.
Une tentative plus élaborée, qui vise à faire exploser en vol l'avion de Hitler a lieu lors de la visite du Führer au quartier général du groupe d'armées Centre à Smolensk, le 13 mars. Tresckow apporte et assemble les explosifs qui lui ont été fournis par le Generalmajor Rudolf-Christoph von Gersdorff. Utilisant un subterfuge, selon lequel il doit, en raison d'un pari perdu, deux bouteilles d'alcool au général Hellmuth Stieff, Tresckow demande au colonel Heinz Brandt d'emporter le colis. Celui-ci lui est apporté par l'aide de camp de Tresckow, le lieutenant Fabian von Schlabrendorff, qui arrive ainsi à faire entrer le colis piégé dans l'avion utilisé par Hitler. La bombe, dissimulée dans un paquet censé contenir deux bouteilles de Cointreau, n’explose pas, le détonateur n’ayant pas fonctionné en raison des très basses températures dans la soute à haute altitude. La bombe est récupérée et désamorcée le lendemain par Schlabrendorff, à Rastenburg.
Quelques jours plus tard, le 21 mars 1943, Rudolf-Christoph von Gersdorff, qui avait fourni les explosifs dans la tentative précédente, projette un attentat-suicide, à la faveur d'une présentation à Hitler d’armements soviétiques capturés ; cette tentative échoue également, en raison de la brièveté du passage de Hitler sur les lieux de la présentation. Si la bombe est bien amorcée par Gersdorff lors de l’arrivée de Hitler, le temps de battement minimum imposé par le dispositif d’allumage — dix minutes — empêche une explosion pendant que le Führer parcourt l’exposition et Gersdorff désamorce ensuite l’engin. Fin novembre 1943, le Major Axel von dem Bussche-Streithorst, initialement partisan d'Adolf Hitler et du nazisme, est contacté par Claus von Stauffenberg et rejoint la résistance après avoir assisté au massacre de plusieurs milliers de Juifs en Ukraine. Pour lui, il ne reste plus que trois solutions : « la mort au combat, la désertion ou la rébellion ». Il accepte donc la proposition de Stauffenberg de commettre un attentat et en prépare un à la grenade lors de la visite par Hitler d'une exposition de nouveaux uniformes et équipements ; le convoi transportant le matériel d'exposition étant bloqué ou touché par un bombardement des voies ferrées, la tentative échoue également. Joachim Fest mentionne aussi un projet d'attentat à la bombe que Stauffenberg compte commettre lors d'une réunion à la Wolfsschanze en se faisant sauter avec Hitler ; il y renonce sous la pression de Olbricht et Beck, et de toute manière la réunion est annulée à la dernière minute.

### Dégradation de la situation militaire
La dégradation de la situation militaire s’accélérant, Goerdeler, toujours convaincu de pouvoir négocier la paix avec les Alliés qui, lors de la conférence de Casablanca, ont pourtant déclaré n'accepter qu'une reddition sans conditions, presse les militaires d’agir à nouveau. Le passage à l'acte devient d’autant plus impérieux que les conjurés, civils ou militaires, ont attiré l’attention de la Gestapo : Oster et Dietrich Bonhoeffer sont arrêtés au printemps 1943, les membres du cercle Solf le 12 janvier 1944 et Moltke une semaine plus tard. Soupçonné lui aussi, Wilhelm Canaris est mis aux arrêts en forteresse le 11 février 1944. Les adjoints de Heinrich Himmler, Ernst Kaltenbrunner, Walter Schellenberg et Heinrich Müller mettent à profit l'arrestation de Canaris pour commencer à démanteler l'Abwehr de façon méthodique et progressive.
L'état des fronts empire à partir de la fin de l'année 1943 et incite des militaires jusqu'alors enthousiasmés par les victoires remportées par Hitler, notamment Claus von Stauffenberg, à se détourner du régime et à réfléchir à son renversement.
Au début de l'été 1944, la situation militaire est de plus en plus inquiétante en raison des succès alliés à l'ouest, au sud et surtout à l'est : les Anglo-Américains ont consolidé avec succès leur tête de pont en Normandie et ont conquis Rome, tandis que les Soviétiques ont déclenché plusieurs opérations stratégiques successives sur le Front de l'Est: la première par Lviv, la deuxième par Kovel. En effet, à partir du 22 juin 1944, le groupe d'armées Centre, principale force armée allemande déployée sur le front de l'Est, est balayé par une puissante offensive soviétique, l'opération Bagration. Ces succès soviétiques affolent Henning von Tresckow et incitent les conjurés à accélérer la préparation et la mise en œuvre de l'attentat destiné à éliminer Hitler et ses proches.

## Conjurés

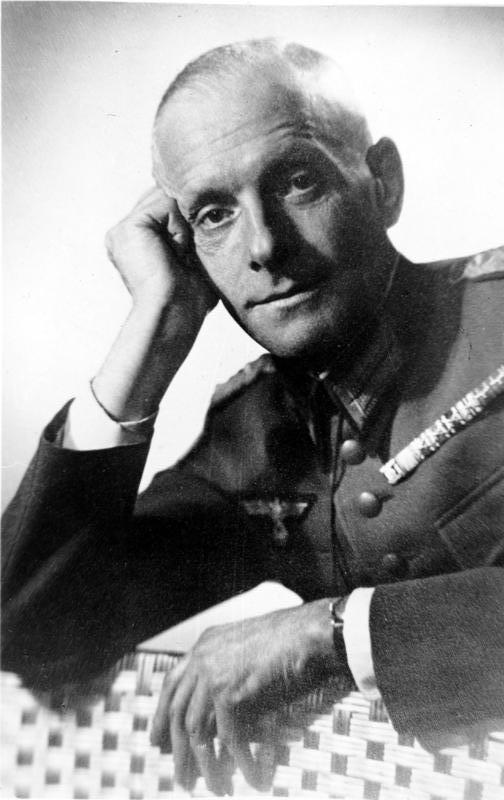
Hans Oster en 1939.

Le groupe de conjurés qui fomentent l’attentat du 20 juillet 1944 et l’opération Walkyrie comporte diverses composantes et présente un caractère hétéroclite. En dépit de leurs horizons divers, ses membres restent isolés au sein de la population allemande, soudée autour de son armée et de ses dirigeants dans la peur de la défaite et de ses conséquences.

### Le groupe conservateur
Le groupe conservateur est rassemblé autour de l'ancien maire de Leipzig Carl Friedrich Goerdeler — à l'origine opposé à toute forme d'action violente et croyant qu'il pourrait faire retrouver son bon sens à Hitler en lui parlant — et du chef d’état-major adjoint démissionnaire Ludwig Beck ; en fait également partie le cercle de Kreisau dirigé par le comte Helmuth James von Moltke dont les motivations étaient chrétiennes-sociales et qui compte parmi ses membres éminents Adam von Trott zu Solz ou le théologien protestant Eugen Gerstenmaier, Ulrich von Hassell, ancien ambassadeur d'Allemagne à Rome et pour finir la résistance militaire.

### Les militaires
Au sein de cette dernière catégorie, se compte Henning von Tresckow, Generalmajor de la Wehrmacht, qui a entraîné dans son sillage des officiers comme le lieutenant Fabian von Schlabrendorff, son aide de camp, et le Generalmajor Rudolf-Christoph von Gersdorff, officier de liaison de l'Abwehr. Hans Oster, général et ancien adjoint de Wilhelm Canaris, est remplacé au printemps 1943 par le général Friedrich Olbricht, commandant des troupes de réserve de Berlin, donc sous les ordres de Friedrich Fromm ; Oster enrôle également Albrecht Mertz von Quirnheim, adjoint d'Olbricht. Fromm, approché par les conjurés, choisit une position attentiste ; il ne soutient ni ne dénonce les conjurés. Parmi les militaires acteurs de la conjuration, la politique menée dans les territoires occupés de Pologne et d'Union soviétique ne rencontre aucune opposition fondamentale.
En revanche, les comploteurs ne sont parvenus à rallier à leur projet que cinq généraux et amiraux et à n'obtenir un accord tacite que de quinze autres, pour la plupart inconnus de la population,. Ce très faible ralliement a entre autres pour cause un document signé par les feld-maréchaux durant le mois de mars 1943 dans lequel ils réaffirment leur loyauté inébranlable envers le Führer. Approché au cours de l’été 1943 par Gersdorff, le Generalfeldmarschall Erich von Manstein lui répond, sans pour autant dénoncer les conjurés, que « les feld-maréchaux prussiens ne se mutinent pas » ; il maintient son refus après avoir été contacté par Stauffenberg peu après la capitulation des troupes allemandes à Stalingrad. Quant au Generalfeldmarschall Günther von Kluge, il adopte une attitude ambiguë, en choisissant une position attentiste, en dépit de sa rencontre avec Goerdeler en avril 1942. Cependant, en dépit de ce faible soutien ou de notables ambiguïtés de la part des hauts gradés de la Wehrmacht, les conjurés parviennent, quelques mois avant le déclenchement de la conjuration, à rallier à leur projet le Generalfeldmarschall Erwin von Witzleben, à la retraite pour raisons de santé en mars 1942, et l'ex Generaloberst Erich Hoepner, chassé de l'armée par Adolf Hitler aux premiers jours de 1942, lors de la bataille de Moscou.
Si Erwin Rommel n'est pas officiellement informé du projet d’assassinat, il est vraisemblablement mis au courant du plan de coup d'État par Caesar von Hofacker qui lui rend visite à son quartier général de La Roche-Guyon le 9 juillet 1944. Convaincu de « pouvoir ramener Hitler à la raison en l’incitant à cesser les hostilités sur le front de l’Ouest », Rommel ne s’engage pas. Son implication dans le complot est controversée. À titre d’exemple, Paul Berben le considère comme profondément impliqué, sans toutefois avancer de preuves, alors que Benoît Lemay estime qu’il a systématiquement repoussé les tentatives de contact de conjurés. Richard J. Evans adopte une position médiane : « il était au courant du complot mais ne l’avait pas approuvé ».
Enfin, les conjurés ne parviennent pas à faire accepter leurs projets aux collègues exerçant leur commandement sur le front de l'Est : ces derniers, tétanisés par les succès soviétiques de l'automne précédent, pensent qu'une vacance du commandement au sommet de la Wehrmacht ne peut que se révéler catastrophique pour la poursuite de la guerre à l'Est, les troupes soviétiques se trouvant alors aux portes de la Prusse-Orientale. Les conjurés se montrent partisans de la poursuite du conflit avec l'Union soviétique, une fois la paix signée avec les Anglo-Américains : l'arrêt des hostilités à l'Ouest et au Sud rendrait possible la concentration de l'ensemble des forces du Reich sur le front de l'Est.
Benoît Lemay, dans un article consacré à Manstein souligne que « des 3 500 généraux et amiraux qui constituaient les rangs de la Wehrmacht au soir du putsch manqué du 20 juillet 1944, cinq seulement avaient appuyé énergiquement Stauffenberg [...] et que 15 seulement avaient sympathisé de près ou de loin avec lui. ».

### SS et policiers parmi les conjurés
Au sein des conjurés se trouvent également des hommes qui ont fait leur carrière au sein de l’appareil répressif nazi, comme le comte Wolf-Heinrich von Helldorf, président de la police de Berlin, ou Arthur Nebe, ancien commandant de l’Einsatzgruppe B et alors chef de la Kripo au sein du RSHA.
On y dénombre aussi des antisémites qui désapprouvent les méthodes brutales mises en œuvre contre les Juifs mais partagent l'objectif de les éliminer de la société allemande, comme Johannes Popitz, ou, dans une moindre mesure, Lehndorff, Berthold von Stauffenberg et son frère jumeau Alexander.
Même Himmler est approché à plusieurs reprises par l'opposition, ce à partir de 1941, en particulier par l'entremise de Johannes Popitz. Son attitude vis-à-vis des comploteurs reste attentiste et ambiguë, même lorsque l'arrestation de Julius Leber, le 10 juillet 1944, précipite les projets des conjurés : « il [Himmler] en sait assez pour décapiter la sédition mais pense pouvoir tirer bénéfice d'un attentat, quel qu'en soit le résultat ».

### Claus von Stauffenberg, cheville ouvrière de la conjuration
À la fin de l’été 1943, le groupe est rejoint par un nouveau venu, le lieutenant-colonel Claus von Stauffenberg, qui joue rapidement un rôle central. Grièvement blessé en Afrique du Nord, où il a perdu l'œil gauche, la main droite et deux doigts de la main gauche, il rejoint les comploteurs en raison de la défaite prévisible à ce stade de la guerre, mais aussi et surtout en réaction aux « atrocités commises par les SS sur et derrière le front de l’Est contre les Slaves et les Juifs ». « Avec lui, animant la prudence d'Olbricht, complétant ou intensifiant encore la détermination de Tresckow, arrive cette tension dynamique qui avait si longtemps manqué à la Résistance ». Déterminé et critique envers les généraux et feld-maréchaux, il déclare quelques mois avant l'attentat : « puisque les généraux n'ont jusqu'à maintenant abouti à rien, c'est aux colonels de s'en occuper. »
Stauffenberg entretient des relations complexes, voire conflictuelles, avec Goerdeler, qui se sent de plus en plus mis à l'écart, et il lui reproche sa proximité avec d'anciens militants sociaux-démocrates comme Wilhelm Leuschner et Julius Leber. À partir du 1er octobre 1943, Stauffenberg est le chef d'état–major du général Olbricht. Après la réussite du débarquement de Normandie, Stauffenberg estime qu’« un coup d'État ne serait plus qu'un geste, et que l'on aurait en tout cas gâché l'espoir, jamais totalement abandonné, d'une solution politique ». Il fait donc demander à Henning von Tresckow si un attentat aurait encore un sens et reçoit la réponse suivante : « L'attentat doit avoir lieu coûte que coûte. [...] Car la question n'est plus celle de l'objectif concret, mais que le mouvement de Résistance allemand ait osé accomplir la tentative décisive, devant le monde et devant l'histoire, au péril de la vie de ses membres. À côté de cela, tout le reste est indifférent ».

## Préparatifs

### Organisation et premières tentatives

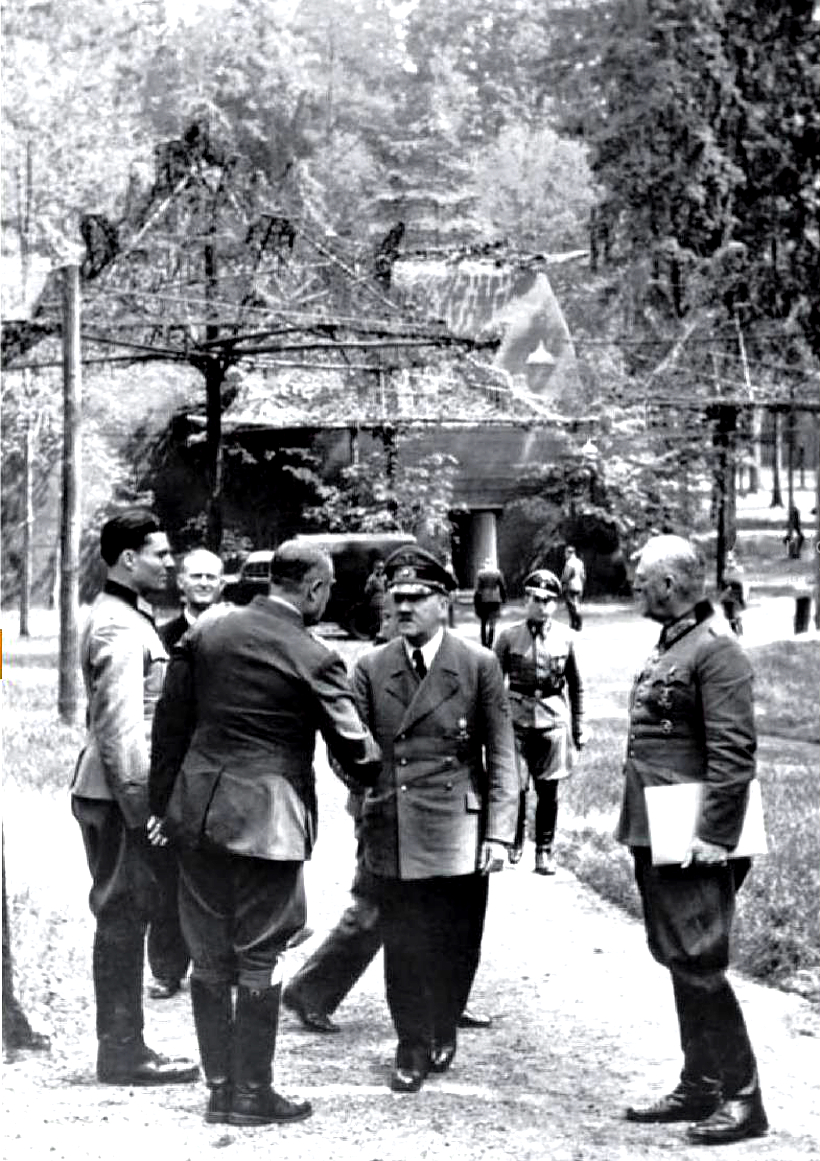
Stauffenberg (au garde-à-vous à l’extrême gauche), Hitler (au centre) et Keitel (à l'extrême droite), le 15 juillet 1944, à la Wolfsschanze.

Au cours de l’automne 1943, le général von Tresckow et le colonel von Stauffenberg examinent les différentes possibilités d’assassiner Hitler et la manière de prendre le pouvoir. Ils décident d'utiliser le plan officiel de mobilisation, connu sous le nom de code Walkyrie, qui a été élaboré par le général Olbricht puis approuvé par Hitler, mais en le remaniant : ce plan est initialement conçu pour mobiliser l’armée de réserve avec pour objet la « répression des insurrections parmi les millions de travailleurs étrangers, éventuellement déclenchées en accord avec le mouvement communiste clandestin ou par des commandos ennemis parachutés ». Circonvenant Fromm et Hitler, Olbricht fait élaborer une deuxième version de ce plan qu'il fait approuver à fin juillet 1943. Dans sa deuxième version, le plan est destiné à la mise en place de groupes opérationnels de combat afin de maintenir le droit et l'ordre en proclamant l'état d'urgence. L'ordre de déclenchement de l'opération après l'assassinat de Hitler doit commencer par les phrases : « Le Führer Adolf Hitler est mort ! Une clique sans conscience de chefs de partis étrangers au front a tenté, en utilisant cette situation, de prendre à revers un front qui combat durement et d'accaparer le pouvoir à ses fins personnelles, ». Les troupes devant participer à l'opération Walkyrie telle que modifiée, sont notamment chargées d'occuper dans toutes les villes, les ministères et les organes du parti, les stations de radio et centraux téléphoniques, les camps de concentration, et de désarmer les unités de la SS puis d'exécuter leurs chefs s'ils tentent de résister ou refusent d'obéir. À peine les préparatifs de l'opération Walkyrie achevés, Tresckow est muté sur le front de l'Est, ce qui l'empêche de garder ou de reprendre une position clé dans les préparatifs de l'attentat et du coup d'État. Cette mutation, considérée comme une « mise au placard délibérée », renforce la position et le rôle de Stauffenberg au sein des conjurés.
Le 1er juillet 1944, Stauffenberg est promu colonel et est nommé chef d’état-major du général Friedrich Fromm ; à ce titre, il dispose de la possibilité d'approcher Hitler et ses conseillers les plus proches, à la Wolfsschanze ou au Berghof, où il participe à une première réunion dès le 7 juin 1944,. Même si Stauffenberg doute de l’utilité d’éliminer physiquement le Führer et qu'il est convaincu qu’il n’y a plus aucun espoir de parvenir à un règlement négocié avec les Alliés, il est prêt à aller jusqu’au bout. Avec la réussite du débarquement de Normandie — le 6 juin — et la vaste offensive de l'Armée rouge qui a commencé le 22 juin en enfonçant le groupe d'armées Centre puis en détruisant 27 divisions, la situation militaire allemande se dégrade de manière de plus en plus inquiétante.

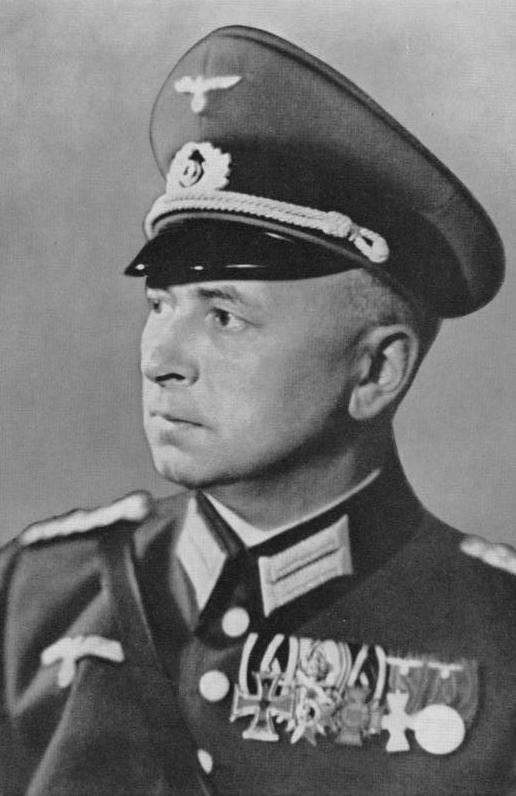
Eduard Wagner (en uniforme de colonel) en 1940.

Le 11 juillet 1944, en réunion au Berghof, la résidence du Führer à Obersalzberg, Stauffenberg porte une fois de plus un explosif sur lui mais ne le déclenche pas, à nouveau en raison de l'absence de Himmler mais aussi parce qu'« une bonne partie des mesures liées au coup d'État qui succéderait à l'attentat avaient été laissées de côté » ; l’occasion est à nouveau manquée le 15 juillet 1944 à la Wolfsschanze, en raison de l'opposition des conjurés berlinois mais aussi de Erich Fellgiebel, de Stieff et du quartier-maître général Eduard Wagner qui estiment à nouveau que l'attentat ne peut avoir lieu en l'absence de Himmler. À Berlin, Friedrich Olbricht a cependant déclenché l'opération Walkyrie de son propre chef vers 11 heures en profitant de l'absence de Friedrich Fromm ; après avoir mis en action les élèves des grandes écoles militaires situées autour de Berlin et le bataillon de la garde commandé par Otto-Ernst Remer, il annule l'opération après avoir appris que l'attentat n'a pas eu lieu et la présente comme un simple exercice.
Le 19 juillet 1944 à partir de l'heure du déjeuner, Olbricht et les membres de son état-major, ralliés au complot, commencent à avertir les principaux conjurés comme Witzleben, Hoepner, Paul von Hase, commandant de la ville de Berlin, et les principaux officiers qui doivent participer à la prise du pouvoir, de l'imminence de l'attentat et du coup d'État ; dans la soirée, Stauffenberg se rend chez le quartier-maître général Eduard Wagner à Zossen, qui s'engage à mettre à sa disposition un avion spécial pour revenir de Rastenburg à Berlin.

« Il est désormais temps de faire quelque chose. Mais l'homme qui a le courage de faire quelque chose doit le faire en sachant qu'il restera dans l'histoire de l'Allemagne comme un traître. S'il ne le fait pas, cependant, c'est sa conscience qu'il trahira. »

— Claus von Stauffenberg, juillet 1944.

### Gouvernement provisoire

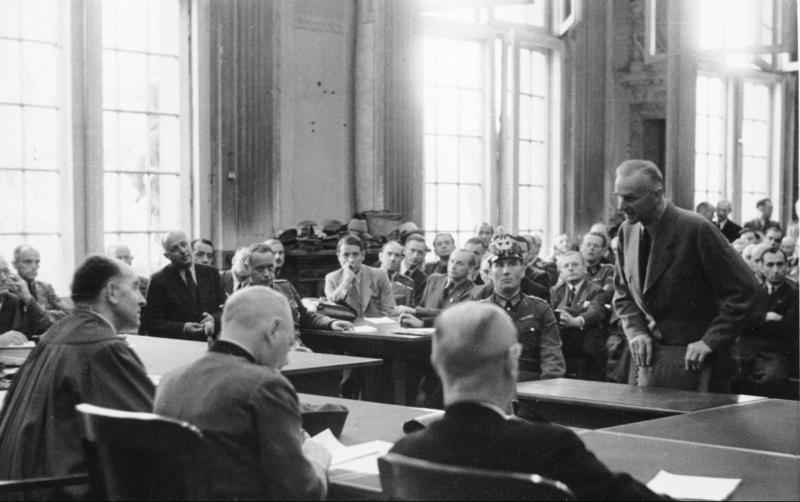
Goerdeler face à ses juges lors de son procès en septembre 1944.

Des années de discussions et de prises de contact n’ont pas pu aboutir à un accord complet sur la composition et le programme d’un futur gouvernement, mais à la veille du 20 juillet 1944, une équipe est constituée pour assurer le fonctionnement de l’État après le putsch, équipe qui comporte, selon Berben, les personnes suivantes avec les attributions mentionnées :
- Generaloberst Ludwig Beck, président du Reich ;
- Carl Friedrich Goerdeler (DNVP), chancelier ;
- Wilhelm Leuschner (SPD), vice-chancelier ;
- General der Infanterie Friedrich Olbricht ou Generaloberst Erich Hoepner, ministre de la Guerre avec Stauffenberg comme secrétaire d’État ;
- Julius Leber (SPD), ministre de l’Intérieur ;
- Friedrich-Werner von der Schulenburg ou Ulrich von Hassell, ministre des Affaires étrangères ;
- Generalfeldmarschall Erwin von Witzleben, commandant en chef des forces armées.

Le gouvernement prévu est conçu comme un exécutif de transition dont le premier objectif est la fin de la guerre.

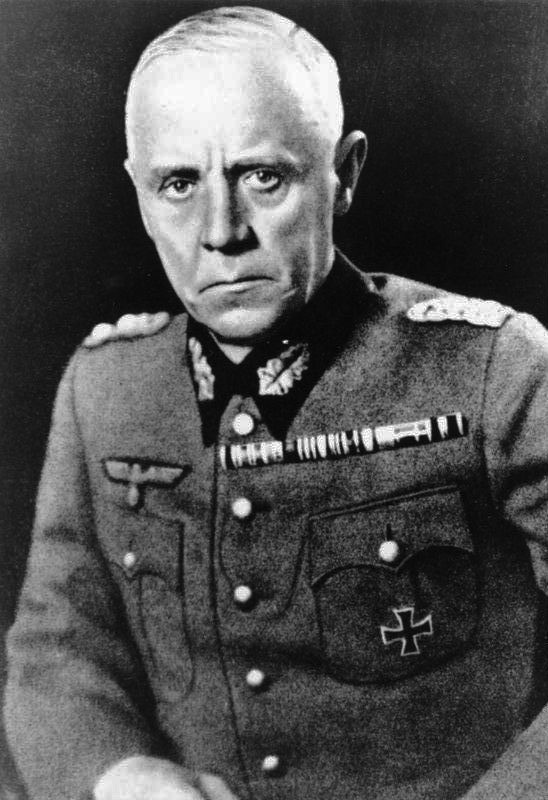
Ludwig Beck en 1936.
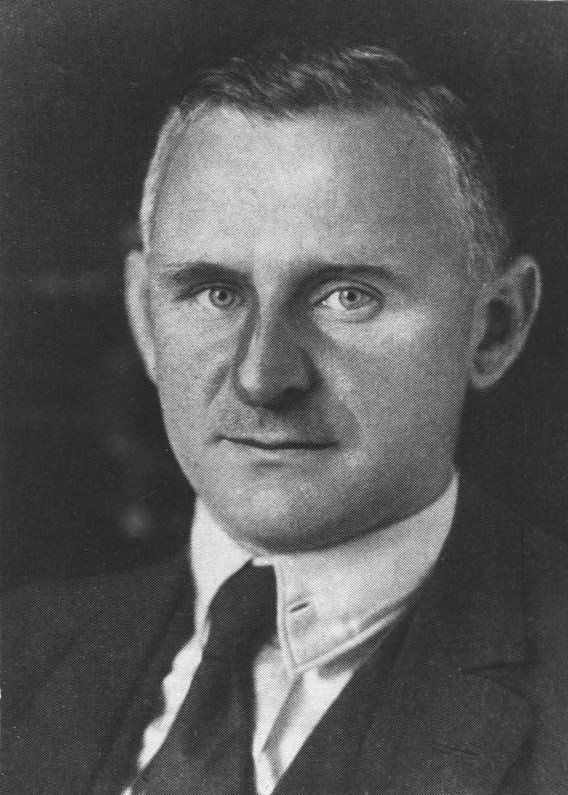
Carl Friedrich Goerdeler en 1926.
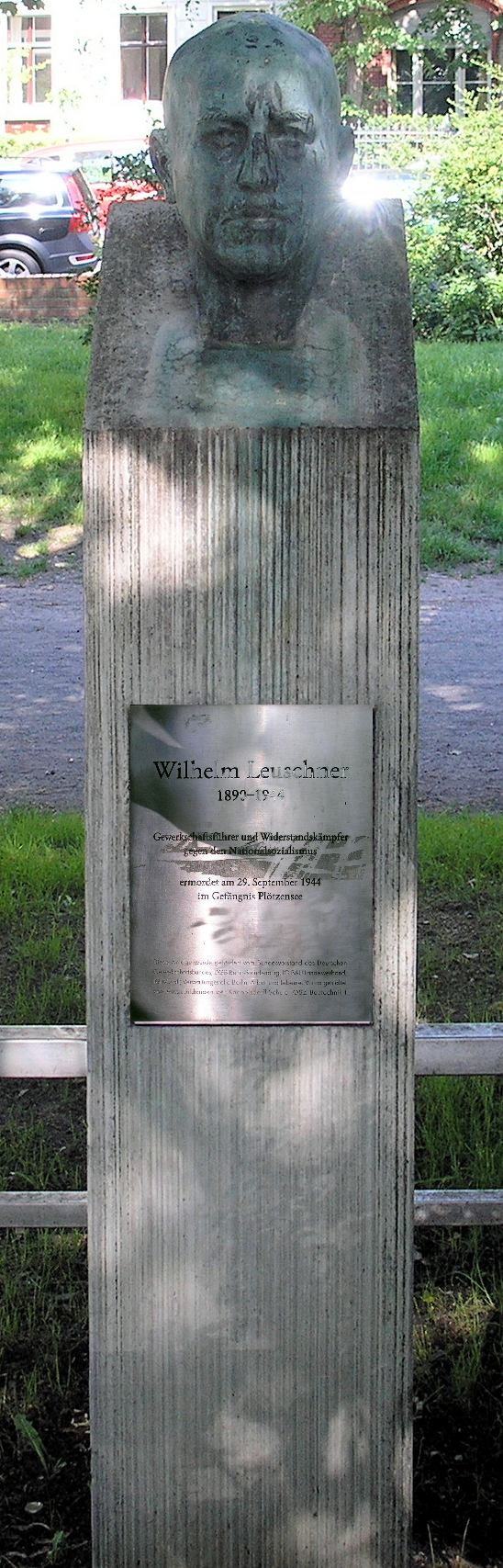
Stèle en mémoire de Wilhelm Leuschner.
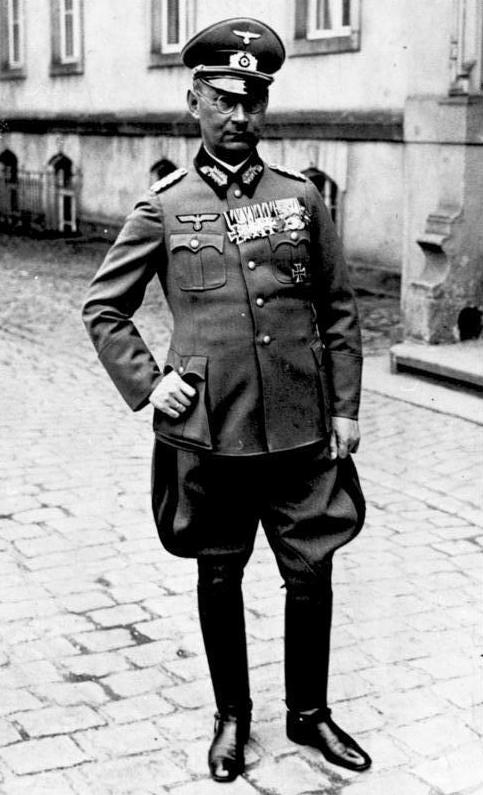
Friedrich Olbricht.
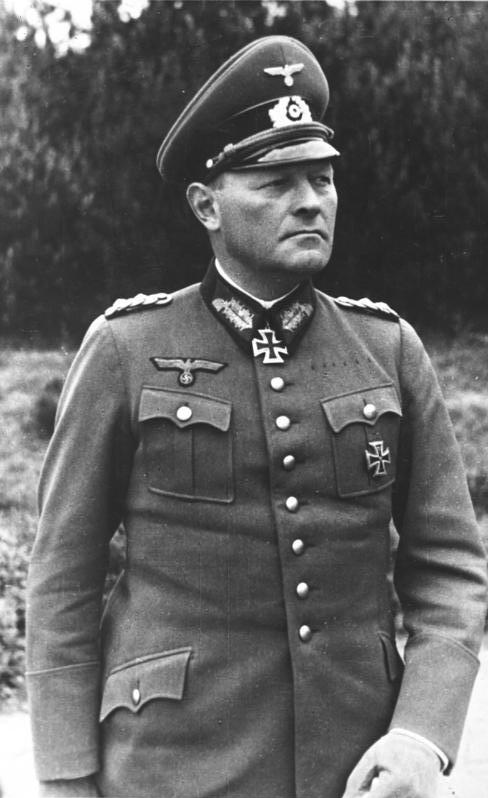
Erich Hoepner en 1939.
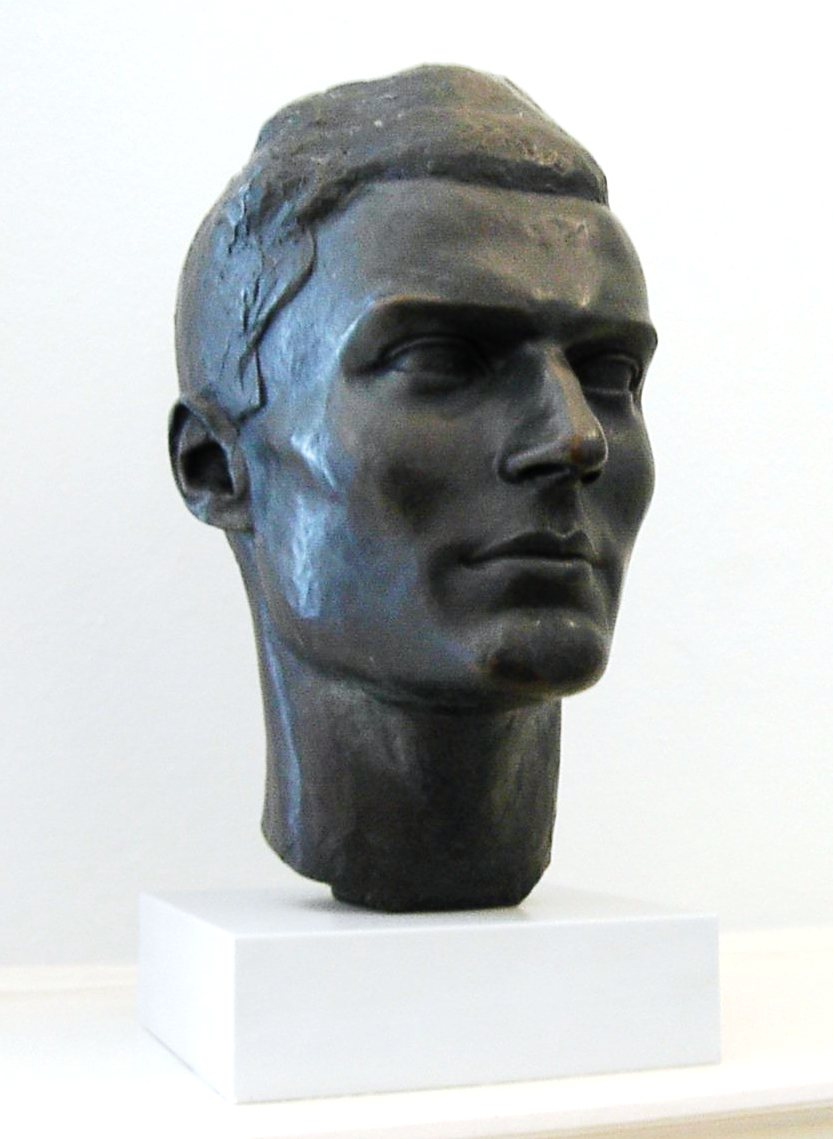
Buste de Claus von Stauffenberg.
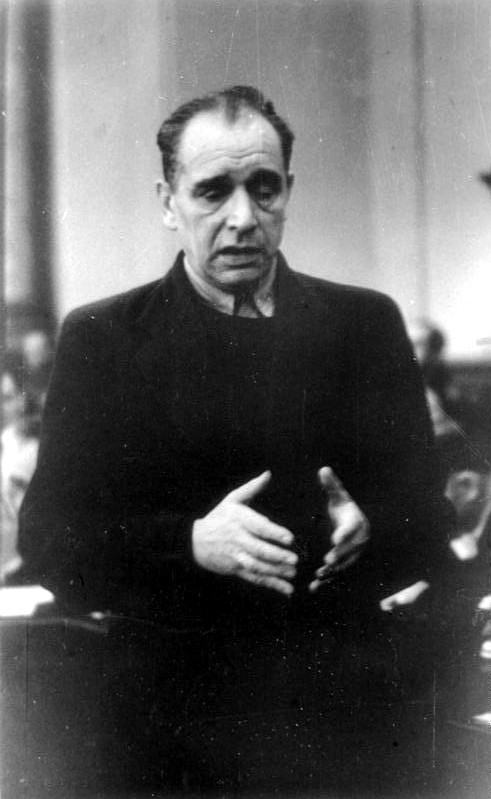
Julius Leber lors de son procès en octobre 1944.
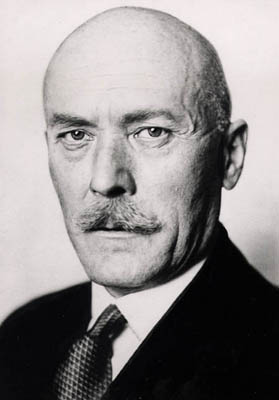
Friedrich-Werner von der Schulenburg.
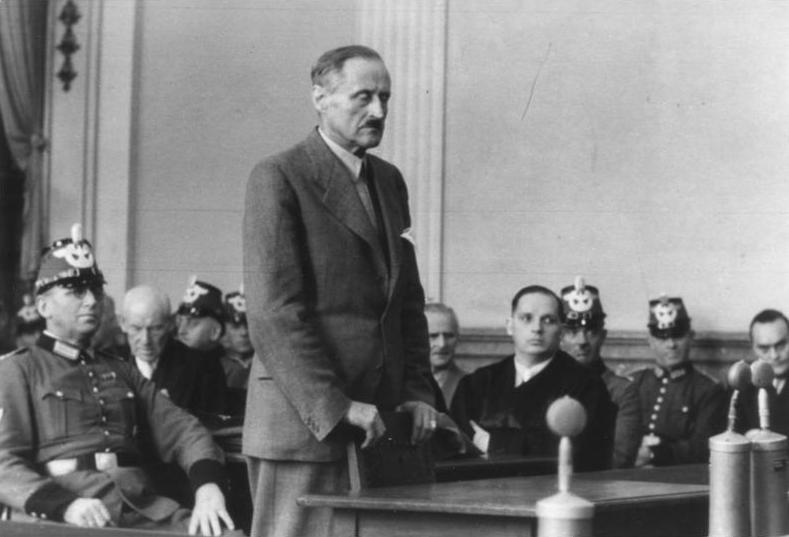
Ulrich von Hassell lors de son procès.
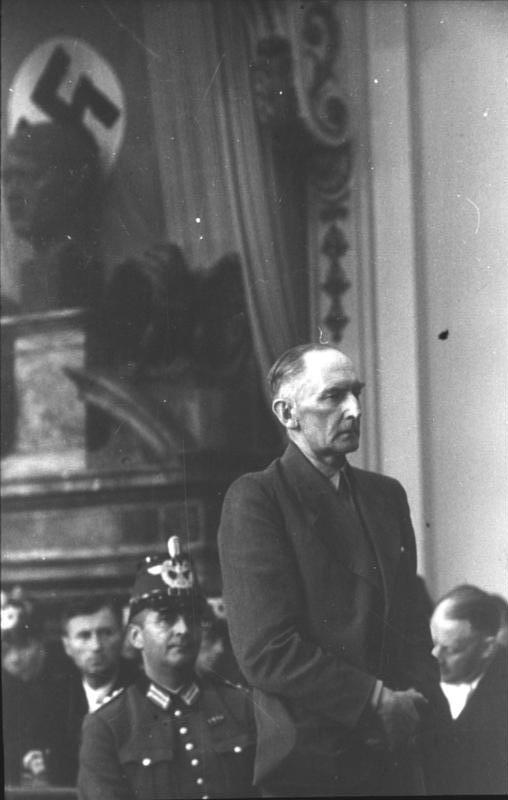
Erwin von Witzleben lors de son procès.

## Déroulement des événements
Une fois toute la planification effectuée, les complicités établies, les conjurés déroulent le scénario mis au point pour la prise du pouvoir. Cependant, si l'explosion a bien lieu, la prise du pouvoir échoue, tout d'abord en raison de l'échec de l'attentat.

### Attentat

Plan de masse de la Wolfsschanze ; la salle de conférence où a eu lieu l'attentat se situe dans le bâtiment qui porte le no 6.

Le 20 juillet 1944, Stauffenberg et son aide de camp l’Oberleutnant Werner von Haeften prennent l’avion vers le quartier général de Hitler, la Wolfsschanze à Rastenburg, en compagnie du général Hellmuth Stieff, et atterrissent peu après 10 h. À 11 h 30, Stauffenberg participe, durant trois quarts d’heure, à une réunion de préparation dirigée par Wilhelm Keitel, au cours de laquelle il apprend que la réunion avec Hitler est avancée d'une demi-heure en raison d'une visite de Benito Mussolini, prévue l'après-midi. À fin de la réunion avec Keitel, vers 12 h 15, il demande à se rafraîchir et à changer de chemise, ce qui n’a rien d’étonnant en fonction de la chaleur du jour. Rejoint dans les toilettes par Haeften, il n’a le temps, compte tenu de son handicap, d’amorcer que l’une des deux bombes ; de plus, il est interrompu dans ses préparatifs par un officier envoyé par l’aide de camp de Keitel, Ernst John von Freyend, qui lui demande de se presser en raison d’un appel téléphonique urgent du général Erich Fellgiebel, responsable des communications du Haut Commandement de la Wehrmacht (OKW) et chargé d’empêcher, après l’attentat, toute communication vers l’extérieur. Stauffenberg place l’explosif amorcé dans sa serviette, et remet l’autre à Haeften. Selon les historiens Ian Kershaw et Joachim Fest, si Stauffenberg avait conservé l’engin non amorcé dans sa serviette, celui-ci aurait doublé l’effet de l’explosion, ce qui n’aurait laissé aucun survivant dans la salle de conférence,.
La veille, Hitler avait décidé que la réunion serait brève, ne regrouperait qu'un nombre limité de participants et serait concentrée sur des problèmes essentiels. Sachant qu'en raison de la visite de Mussolini, la réunion sera brève et assez peu intéressante, Goering et Himmler décident de ne pas y participer, alors qu'ils assistent fréquemment à la conférence journalière. Stauffenberg rejoint la réunion pendant l’exposé du général Adolf Heusinger ; en raison de sa surdité partielle, il demande à être placé à la droite du Führer et à sa proximité immédiate, mais il est relégué au coin de la courte table. Freyend, qui porte la serviette contenant la bombe mais ne participe pas à la réunion, la dépose contre le côté externe du socle massif de la table,. Selon Berben, Stauffenberg a initialement placé la serviette contenant l'explosif du côté intérieur du socle en bois de la table de conférence, c'est-à-dire à proximité immédiate de Hitler ; toujours selon le même auteur, Heinz Brandt, gêné lors de l'examen des cartes par la position de la serviette, la déplace du côté extérieur du socle, sauvant ainsi vraisemblablement la vie du Führer. Peu de temps après le début de la réunion, Stauffenberg quitte la salle en prétextant un appel téléphonique urgent.
Au moment où il quitte la salle de conférence du baraquement, 24 personnes sont présentes autour de la table, dont les numéros d'ordre ci-dessous correspondent à ceux de l'illustration ci-contre :

Salle de conférence de la Wolfsschanze, au moment de l'explosion de la bombe déposée par Stauffenberg (les numéros permettent d’identifier les participants à l'aide de la liste ci-contre ; les quatre ronds rouges désignent ceux qui sont morts des suites de l'explosion, le jour-même ou ultérieurement ; le bleu indique les blessés graves et le blanc les blessés légers).

1. Adolf Hitler, légèrement blessé[B 7]. Projeté contre une cloison[14], il est étourdi et souffre d'égratignures, de brûlures superficielles et de contusions, surtout au bras droit. Il a également les deux tympans perforés[B 7] et près de 200 petits éclats de bois sont retirés de ses jambes[15]. Ses vêtements sont en lambeaux.
2. Adolf Heusinger, Generalleutnant, chef des opérations au Haut Commandement de l'Armée de terre (OKH), faisant office de chef d'état-major adjoint de l'Armée de terre, légèrement blessé ;
3. Günther Korten, General der Flieger, chef d’état-major adjoint de la Luftwaffe, grièvement blessé[B 8], éventré par un éclat de bois, il meurt à l'hôpital le surlendemain[H 7] ;
4. Heinz Brandt, Oberst affecté à l'état-major général, 1er officier de l'état-major général de l'Armée de terre, suppléant du général Heusinger ; il a une jambe arrachée et meurt à l'hôpital le surlendemain[B 8],[H 7] ;
5. Karl-Heinrich Bodenschatz, General der Flieger, officier de liaison du commandant en chef de la Luftwaffe au quartier général du Führer, grièvement blessé ;
6. Heinz Waizenegger, Oberstleutnant i. G.[i] affecté à l'état-major général, aide de camp de Keitel, blessé ;
7. Rudolf Schmundt, Generalleutnant, aide de camp en chef pour la Wehrmacht auprès de Hitler et chef du personnel de l'Armée de terre, grièvement blessé[B 8] à la cuisse, meurt à l'hôpital deux mois plus tard, le 1er octobre[H 7] ;
8. Heinrich Borgmann, Oberstleutnant i. G.[i] affecté à l'état-major général, aide de camp de Hitler, grièvement blessé ;
9. Walter Buhle, General der Infanterie, représentant de l'état-major de l'Armée de terre auprès du Haut Commandement de la Wehrmacht, blessé ;
10. Karl-Jesko von Puttkamer, Konteradmiral, aide de camp pour la Marine auprès de Hitler, légèrement blessé ;
11. Heinrich Berger, sténographe, grièvement blessé[B 8] ; les deux jambes arrachées, il meurt dans l'après-midi[H 8] ;
12. Heinz Assmann, Kapitän zur See, officier d’état-major de la Marine auprès du commandement des opérations de la Wehrmacht, blessé ;
13. Ernst John von Freyend, Major, aide de camp de Keitel, blessé ;
14. Walter Scherff, Generalmajor', chargé de mission auprès de Hitler pour l'écriture de l'histoire militaire, légèrement blessé ;
15. Hans-Erich Voss, Konteradmiral, représentant du commandant en chef de la Marine Karl Dönitz au quartier général du Führer, blessé ;
16. Otto Günsche, SS-Hauptsturmführer, aide de camp de Hitler, légèrement blessé ;
17. Nicolaus von Below, Oberst i. G.[i], aide de camp pour la Luftwaffe auprès de Hitler, blessé[K 22] ;
18. Hermann Fegelein, SS-Gruppenführer, représentant de la Waffen-SS au quartier général du Führer, blessé ;
19. Heinz Buchholz, sténographe, blessé ;
20. Herbert Büchs, Major i. G.[i] affecté à l'état-major général, aide de camp de Jodl, blessé ;
21. Franz Edler von Sonnleithner, Ministerialdirigent, représentant du ministère des Affaires étrangères au quartier général du Führer, blessé ;
22. Walter Warlimont, General der Artillerie, suppléant du chef des opérations de la Wehrmacht, Jodl, légèrement blessé ;
23. Alfred Jodl, Generaloberst, chef des opérations de la Wehrmacht, légèrement blessé à la tête[B 9] ;
24. Wilhelm Keitel, Generalfeldmarschall, chef du Haut Commandement de la Wehrmacht, légèrement blessé.

L'explosion retentit à 12 h 42 : « un nuage de fumée dense s'élevait du bâtiment, des éclats de bois, de verre et de carton-pâte tournoyèrent, puis des lambeaux de papier et de la laine isolante calcinée se mirent à pleuvoir. » « Dans la salle les dégâts étaient considérables. Le revêtement du plafond et des murs, en carton-paille blanc, pendait en lambeaux. Les châssis des fenêtres étaient brisés, les rideaux déchirés. [...] La grande table, dont plus de la moitié du plateau avait été fracassée, s'était effondrée ». L'explosion fait quatre blessés graves et neuf blessés sérieux. Pour l'historien Peter Hoffmann, « dans un vrai bunker, la quantité d'explosif apportée par Stauffenberg aurait tué tous les participants à la conférence, et il en aurait été de même si la quantité d'explosif avait été double, donc si Stauffenberg avait utilisé tout l'explosif que lui et Haeften avaient apporté au Quartier général du Führer. Mais étant donné la faible résistance et la non-herméticité du baraquement, les blessures furent relativement légères ». Juste après l'explosion, Keitel constate que Hitler a survécu à l'attentat ; dès que celui-ci se relève, il le serre dans ses bras en s'exclamant « Mein Führer, vous êtes en vie, vous vivez ! » Immédiatement après, Schaub et Linge conduisent Hitler - qui n'a néanmoins pas besoin d'aide pour marcher - dans son bunker d'habitation situé à proximité. Dès après l'explosion, Fellgiebel prend les mesures destinées à bloquer les communications des deux quartiers généraux de Rastenburg et à faire déconnecter plusieurs émetteurs relais, répondant ainsi à l'engagement qu'il a pris auprès des conjurés, mais aussi aux instructions de l'entourage de Hitler qui veut dissimuler toute nouvelle concernant l'attentat à la population, ce qui le met, dans un premier temps, à l'abri des soupçons.
Du centre des aides de camp, Stauffenberg, Haeften et Fellgiebel entendent l'explosion assourdissante. Stauffenberg et Haeften prennent ensuite une voiture pour gagner le terrain d’aviation, afin de rejoindre Berlin : au moment où ils montent dans leur véhicule, ils voient sortir de la baraque une civière sur laquelle se trouve un blessé recouvert de la cape de Hitler, et en déduisent que celui-ci est mort. Pendant le trajet vers l'aéroport, Haeften se débarrasse du second engin explosif, non amorcé, en le jetant sur le bas-côté ; les deux conjurés réussissent à circonvenir les deux dispositifs de garde et à s’envoler pour la capitale, à 13 h 15 : ils sont « fermement convaincus que nul n’a pu survivre à l’explosion et que Hitler est mort. » En raison de son départ précipité et inexpliqué de la réunion, sans emporter sa serviette, sa casquette ou son ceinturon, et de la rapidité avec laquelle il s'est envolé pour Berlin, Stauffenberg est immédiatement soupçonné.

### Tentative de coup d’État

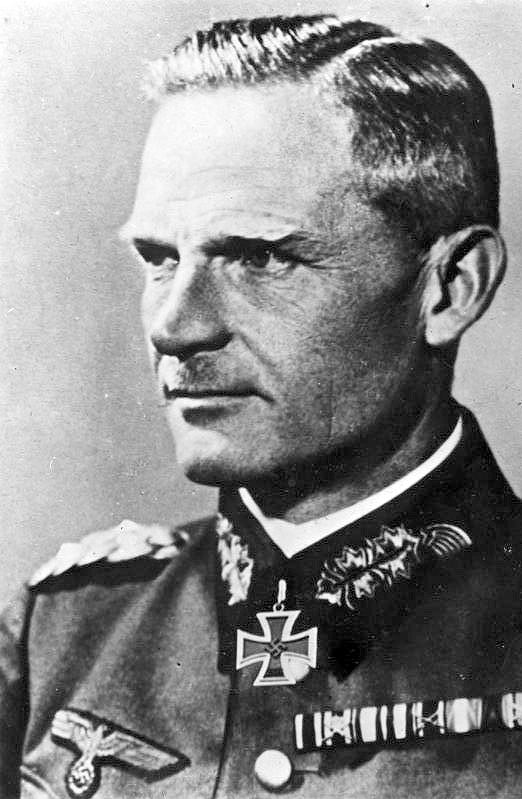
Carl-Heinrich von Stülpnagel (1941).

À Berlin, certains membres du complot, dont Helldorf, le comte von Bismarck et Hans Bernd Gisevius se réunissent à 11 h à la présidence de la police sur l'Alexanderplatz en attendant les ordres pour faire intervenir la police berlinoise puis la Kriminalpolizei dirigée par Arthur Nebe. Vers 16 h, Olbricht appelle Helldorf en lui demandant de se tenir prêt : « L'affaire a démarré ». Les comploteurs réunis à l'Alexanderplatz rejoignent une demi-heure plus tard le Bendlerblock.
Les conjurés les plus importants rassemblés au Bendlerblock sont avertis par un appel téléphonique d'Erich Fellgiebel au général Fritz Thiele, juste avant le décollage de l’appareil transportant le colonel von Stauffenberg et Werner von Haeften : selon Fellgiebel, l'attentat a bien eu lieu, mais Hitler a survécu ; Fellgiebel insiste toutefois pour que ce coup d'État soit déclenché. Dans l’attente de nouvelles précises et définitives, Friedrich Olbricht décide de ne pas déclencher l'opération Walkyrie, d'autant plus que contrairement au 15 juillet 1944, Friedrich Fromm est présent dans les bureaux du Bendlerblock. En complet désarroi, Thiele part faire une promenade pour prendre du recul, sans même en informer Olbricht et reste introuvable pendant près de deux heures. « On perdit ainsi des heures irrattrapables ».
Lors de leur arrivée à l’aérodrome de Tempelhof, peu après 15 h 30, Stauffenberg et Haeften, qui n'ont pas eu de contact avec les conjurés pendant leur vol, leur appareil étant dépourvu de radio, sont persuadés que l'opération Walkyrie se déroule comme prévu. À leur grande surprise, ils se retrouvent seuls, personne ne les y attendant : Haeften téléphone aux conjurés réunis au Bendlerblock et déclare que Hitler est mort. Il est stupéfait d'apprendre que rien n'a encore été entrepris, ce qui suscite la profonde colère de Stauffenberg. La mort de Hitler est confirmée par Stauffenberg lors de son arrivée au quartier général, vers 16 h 30 ; sur la base de ces nouvelles informations, Olbricht demande à Fromm de donner l’ordre de déclencher l’opération Walkyrie, mais celui-ci refuse, ayant été averti vers 16 heures par Wilhelm Keitel de l’échec de la tentative d’assassinat ; il est mis aux arrêts dans le bureau de son aide de camp, où on lui apporte une bouteille de cognac. Passant outre au refus de Fromm et aux tergiversations d'Olbricht, Albrecht Mertz von Quirnheim lance l’action, notamment « en adressant aux commandants militaires régionaux un message câblé qui commence par ces mots : le Führer, Adolf Hitler, est mort ».
Certaines mesures de l'opération Walkyrie sont mises en œuvre conformément aux plans. Les commandants d'unité mis dans le secret sont contactés afin de passer à l'action et Olbricht appelle le quartier-maître général Eduard Wagner à Zossen et Kluge à La Roche-Guyon ; à Berlin vers 18 h, le bataillon de la garde, commandé par Otto-Ernst Remer, encercle le bâtiment du ministère des Affaires étrangères, puis, une demi-heure plus tard, le quartier du gouvernement ; des unités de la brigade de réserve de la division Grossdeutschland basée à Cottbus occupent des émetteurs et prennent le contrôle, sans rencontrer de résistance, des bureaux locaux du parti et des unités de la SS, mais les conjurés ne parviennent pas à occuper le centre radio et à arrêter ses émissions. À Paris, le général Stülpnagel, commandant militaire de la France occupée, prévoit de faire arrêter un millier d’officiers de la SS et de la Gestapo, dont Carl Oberg, le chef de la SS pour la France, et Helmut Knochen, vers 23 h ; malgré les instructions en sens contraire de Kluge, qui l'a relevé de son commandement peu avant 23 h, il met son plan en œuvre, allant jusqu'à prévoir des exécutions. Des opérations similaires sont menées par les commandants des circonscriptions de défense de Prague et Vienne. Philipp von Boeselager mentionne l'hypothèse — mais il est le seul — du transfert par avion de Pologne de 1 000 soldats de cavalerie vers Berlin pour assurer le contrôle du centre de commandement de la SS et du ministère de la Propagande.
L'opération connaît aussi ses premiers ratés. Le chef de la police de Berlin Wolf-Heinrich von Helldorf, qui prépare une vaste rafle, ne reçoit pas les ordres attendus, comme nombre d'autres participants au coup d'État. Ce retard dans la transmission des ordres s'explique par une décision improvisée et malavisée de Friedrich Karl Klausing, qui n'autorise l'envoi des instructions que par quatre secrétaires alors que la proclamation et les consignes opérationnelles qui la suivent auraient pu être diffusées par plus de vingt télexistes. De plus, on a oublié de retirer le quartier général de Rastenburg de la liste des destinataires : Hitler et son état-major sont donc tenus au courant, en temps réel, de la liste de destinataires et du contenu détaillée des ordres donnés pour mener à bien le coup d'État.
Au fil des heures, les principaux conjurés rejoignent le Bendlerblock : Ludwig Beck y arrive à 16 h 20, en ne portant pas son uniforme, voulant ainsi marquer le caractère civil du coup d'État, qui n'est pas « un putsch de généraux » ; vers 16 h 30, Erich Hoepner le rejoint, lui aussi en civil mais avec son uniforme dans sa serviette. Vers 19 h 30, c'est au tour d'Erwin von Witzleben d'arriver en uniforme, son bâton de maréchal à la main. Après des discussions orageuses avec Beck, Stauffenberg et Schwerin, Witzleben fait vigoureusement remarquer à ses interlocuteurs que la Bendlerstrasse ne contrôle ni le quartier du gouvernement, ni les émetteurs et ne dispose pas d'unités opérationnelles. Il ne fait aucune tentative pour intervenir personnellement afin de retourner la situation au dernier moment, semblant n'être venu que pour prendre le commandement en chef de la Wehrmacht après la réussite du coup d'État. Il déclare « Quel beau gâchis », avant de rentrer chez lui vers 20 h 15. Visé par un mandat d'arrêt, Goerdeler est passé à la clandestinité depuis le 18 juillet 1944 et ne rejoint donc pas les autres conjurés au Bendlerblock.

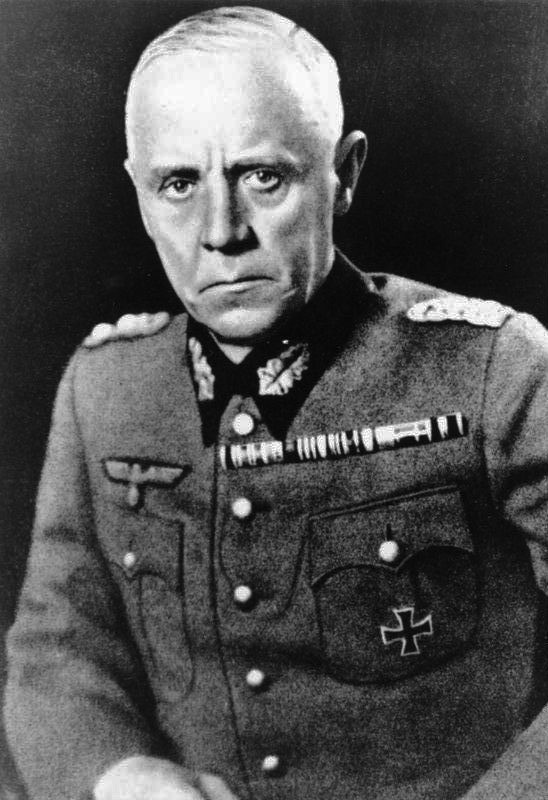
Ludwig Beck en 1936.
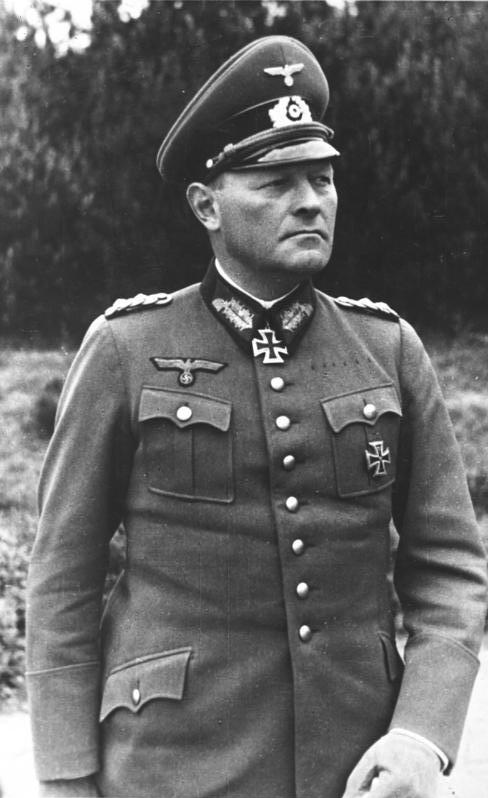
Erich Hoepner en 1940.
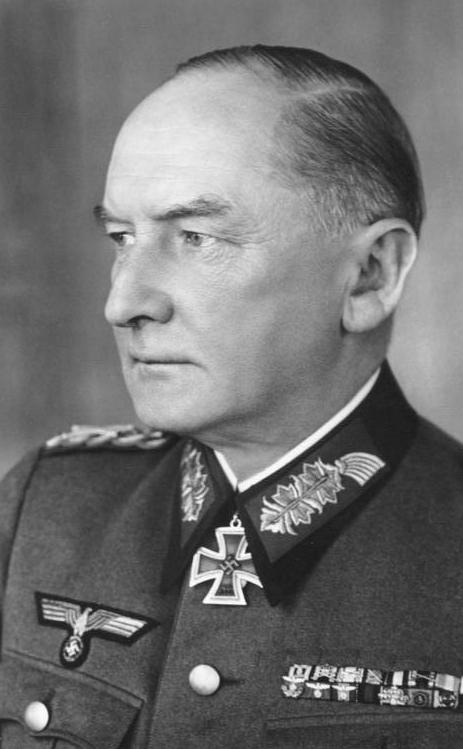
Witzleben en 1940.
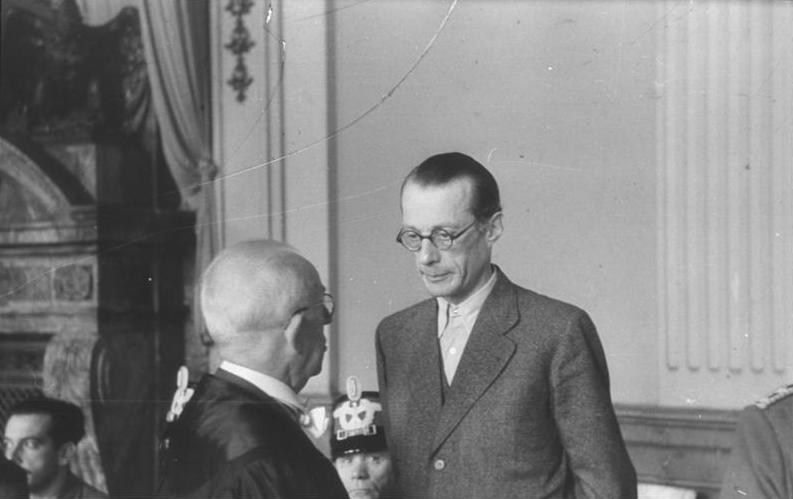
Schwerin lors de son procès en juillet 1944 devant le Volksgerichtshof.

### Échec du coup d'État

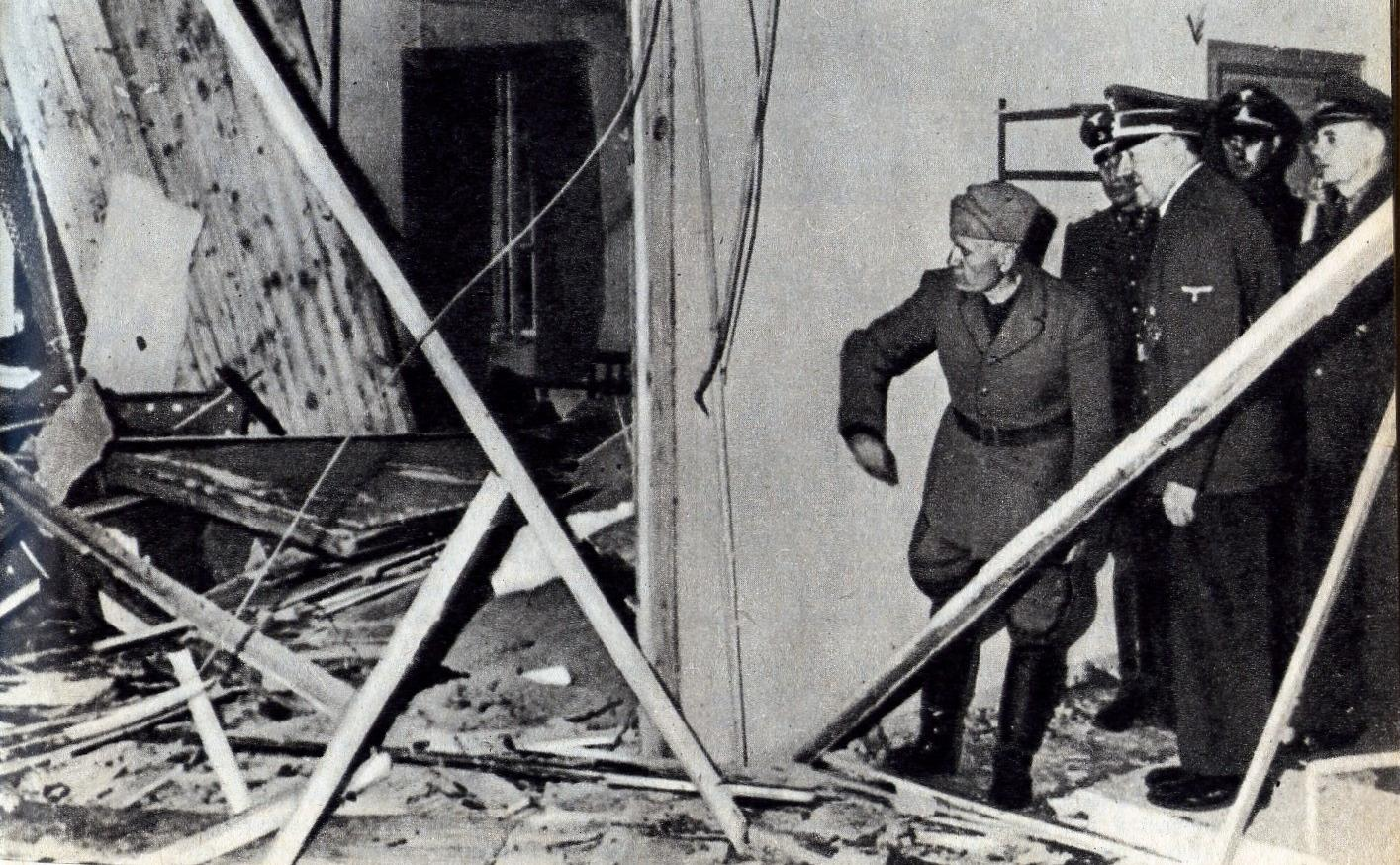
Hitler présente à Benito Mussolini les dégâts occasionnés par l'attentat.

Hitler, ne souffrant que de blessures légères, reçoit, comme prévu, vers 16 h Benito Mussolini, à qui il fait visiter les ruines du baraquement. La survie de Hitler constitue naturellement la première raison de l'échec du coup d'État, sa première condition de réussite n'ayant pas été atteinte.

« On avait tout fondé sur l'assassinat de Hitler. [...] Sitôt que cette prémisse fut contestée, puis infirmée, le coup d'État improvisé ne tarda pas à s'effondrer. En l'absence de la confirmation de la disparition du Führer, l'élément crucial fut qu'il y avait trop de loyalistes, trop d'hésitants, trop de gens qui avaient beaucoup à perdre en prenant le parti des conjurés. »

— Ian Kershaw.
De plus, les conjurés ont fait preuve d'amateurisme dans l'exécution du coup d'État, notamment en matière de contrôle des communications. Comme l'a déjà fait remarquer Fellgiebel, « il n'existait pas dans le système des transmissions un point central que l'on aurait pu occuper et mettre hors service. L'armée de terre, la Luftwaffe, mais aussi la SS et le ministère des Affaires étrangères possédaient leurs propres circuits de transmissions » : il estimait donc que la seule solution possible était d'isoler le quartier général de la Wolfsschanze pour une durée limitée. Après la reprise et la remise en service du centre de communications peu après 16 h, la nouvelle de la survie du Führer parvient donc rapidement à Berlin, y compris au Bendlerblock, et aux principaux hauts responsables militaires comme Kluge ou Fromm. La réception par le quartier général des télex envoyés du Bendlerblock permet à l'état-major de Hitler et notamment à Keitel d'avertir systématiquement les destinataires de ces télex que Hitler est vivant et que l'attentat a échoué, notamment au moyen d’une série de messages envoyés à 17 h 42 et dans les minutes qui suivent ; ces messages rappellent aussi aux responsables régionaux civils et militaires l'interdiction d'obéir aux ordres envoyés par les conjurés. L'annonce que Hitler a survécu à l'attentat permet également de retourner contre les conjurés Remer, partisan de Hitler jusqu'au fanatisme, qui a cru au départ à la fiction des conjurés, à savoir qu'ils répriment le soulèvement contre le Führer de groupes de la SS et de membres du parti en dissidence et joué un rôle clé dans la mise en œuvre de l'opération Walkyrie ; il est mis en communication téléphonique avec Hitler vers 19 h par Joseph Goebbels, qu'il vient arrêter et dont les conjurés ont omis de couper les lignes téléphoniques.
Refus de participation et défections se multiplient en fin d'après-midi. À Breslau, les responsables militaires décident de s'opposer au coup d'État avant que le commandement de la circonscription de défense ne soit informé de son existence ; à Hambourg, les dignitaires du parti et de la SS trinquent avec le commandant de la ville, Wilhelm Wetzel, en déclarant que « nous n'allons tout de même pas nous tirer les uns sur les autres » ; à Berlin, le général commandant de la circonscription de défense, Joachim von Kortzfleisch, refuse avec indignation de participer à l'entreprise. À 18 h 45, la radio interrompt ses programmes habituels et diffuse un communiqué annonçant l'attentat et la survie du Führer. Vers 19 h 15, Stauffenberg réagit en envoyant un télex d'extrême urgence à tous les commandants des régions militaires : « Le communiqué diffusé par la radio est inexact. Le Führer est mort. Les mesures prescrites doivent être exécutées avec la plus grande célérité. »
La situation se dégrade aussi brutalement au Bendlerblock. Après une réunion entre Olbricht et ses officiers, dont certains n'ont pas été mis dans la confidence, ces derniers se retournent contre les conjurés ; armés, ils font peu après irruption dans le bureau d'Olbricht en lui demandant, sur un ton d'ultimatum, « Mon général, êtes-vous pour ou contre le Führer ? », question à laquelle Olbricht refuse de répondre. Lorsque Stauffenberg pénètre à son tour dans le bureau, les officiers tentent de le retenir mais il s'échappe de la pièce en traversant les bureaux voisins ; lorsqu'il repasse dans le couloir, des coups de feu éclatent et Stauffenberg est blessé au bras gauche ; il parvient toutefois à se réfugier dans son bureau.
Peu après, le bâtiment est encerclé par des troupes qui mettent des mitrailleuses en batterie afin d'en contrôler les accès, puis enferment dans la salle de garde du portail ceux qui résistent à leurs ordres et enfin empêchent quiconque d'entrer ou de sortir. Peu après 23 h, d'autres officiers opposés au coup d'État surgissent, arme au poing, dans les couloirs et les bureaux , demandant à toute personne qu'ils croisent « Pour ou contre le Führer ? » ; pendant qu'une délégation rejoint Fromm, ils commencent à désarmer les conjurés.
À Prague et à Vienne, les exécutants du coup d'État arrêtent l'opération : « Ils exprimèrent alors leurs regrets à ceux qu'ils avaient interpellés, leur expliquèrent que tout cela était un malentendu, trinquèrent avec eux et les laissèrent partir ». À Paris, la situation reste confuse jusqu'au milieu de la nuit. Rentré peu après minuit à son quartier général à l'Hôtel Majestic, Stülpnagel maintient l'opération en cours ; il se rend ensuite au mess de l'état-major où les personnes présentes fêtent la réussite des arrestations et la fin prévisible de la guerre ; c'est là qu'il entend l'allocution radio diffusée de Hitler.

« Je ne sais combien d'attentats ont été projetés et exécutés contre moi. Si je vous parle aujourd'hui, c'est surtout pour deux raisons : pour que vous entendiez ma voix et que vous appreniez que je suis indemne. [...] Une toute petite clique d'officiers ambitieux, sans honneur et en même temps d'une criminelle bêtise a fomenté un complot visant à me supprimer et à éliminer du même coup l'état-major des forces armées. [...] Cette fois nous réglerons les comptes comme nous avons, nous, nationaux-socialistes, coutume de le faire. »

— Adolf Hitler, 21 juillet 1944.
Stülpnagel apprend ensuite que 1 000 soldats de la Kriegsmarine sont prêts à intervenir et que les troupes de la Luftwaffe sont mises en alerte ; il reçoit aussi un appel de Claus von Stauffenberg qui lui fait savoir que tout est perdu : confronté à cette accumulation de mauvaises nouvelles, il fait libérer les prisonniers, mais tente de limiter les conséquences de son action. Il fait libérer, par le Generalleutnant Boineburg, Carl Oberg et Helmut Knochen, retenus dans une suite de l'Hôtel Continental, et les fait inviter à une réunion à l'Hôtel Raphael. La réunion, à laquelle participe également l'ambassadeur Otto Abetz, bientôt rejoint par Günther Blumentritt, débute dans une ambiance tendue. Au fur et à mesure des coupes de champagne, les participants arrivent à un compromis, auquel aucun d'entre eux ne croit réellement, selon lequel il s'agit d'un malentendu. Pour Blumentritt, à la fin de la réunion, les participants « faisaient presque penser à une tablée de fêtards déjà un peu éméchés ».

## Répression

### Exécutions ordonnées par Fromm

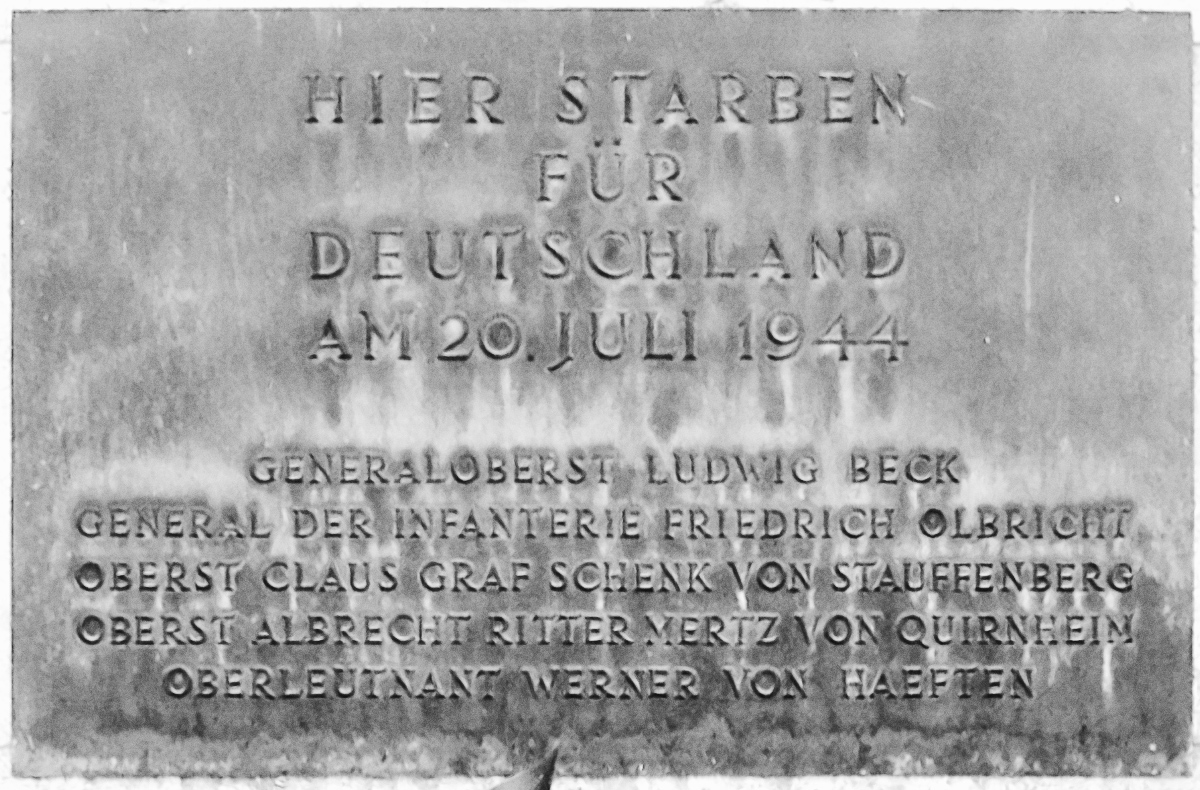
Stèle au Bendlerblock, en mémoire des conjurés qui y ont été exécutés.

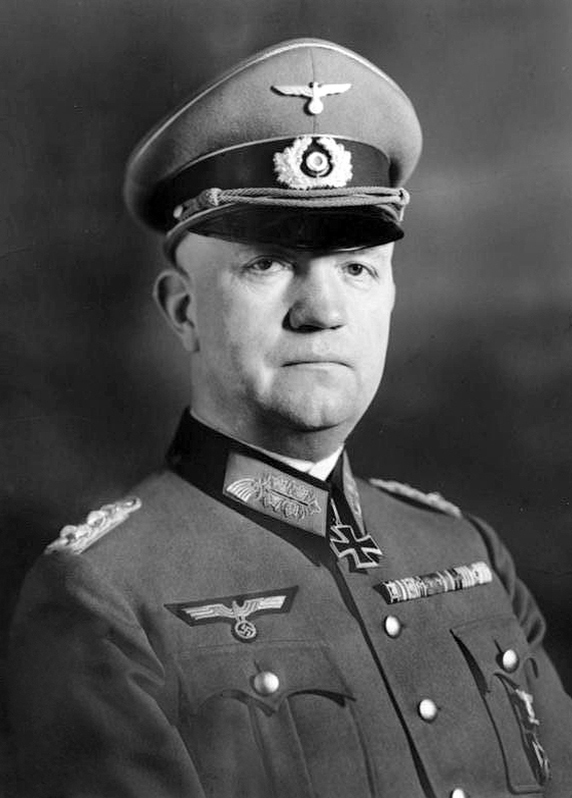
Friedrich Fromm.

Friedrich Fromm reprend les choses en main au Bendlerblock peu avant minuit. Suivi d'une escorte armée, il pénètre dans le bureau où se tiennent les principaux conjurés restés dans le bâtiment : Friedrich Olbricht, Stauffenberg, Werner Haeften, Mertz, Ludwig Beck et Erich Hoepner. Il les déclare immédiatement en état d'arrestation et leur demande, pistolet à la main, de remettre leurs armes. Il accède toutefois à la demande de Beck de conserver son pistolet « pour un usage privé » en lui répondant brutalement « Mais, je vous en prie, faites-le, seulement faites-le tout de suite ». Beck essaie de se suicider à deux reprises, puis il est achevé sur ordre de Fromm. Fromm veut éliminer le plus rapidement possible ceux qui peuvent témoigner directement contre lui en raison de son attitude passive et ambiguë, ce qui concerne tous les conjurés arrêtés à l'exception de Hoepner. Il constitue un tribunal militaire improvisé et annonce aux conjurés arrêtés qu'ils sont condamnés à mort ; immédiatement, les condamnés sont emmenés dans la cour de l'immeuble, éclairée d'une lumière aveuglante par les phares de véhicules militaires. Ils sont fusillés tour à tour, devant un petit tas de sable, par un peloton d'exécution commandé par un lieutenant et composés de dix sous-officiers : Olbricht est le premier à être fusillé, suivi par Haeften qui se jette devant la salve destinée à Stauffenberg, puis Stauffenberg lui-même et, en dernier lieu, Mertz,. Les corps des victimes sont enterrés la nuit même dans le cimetière de l'église Saint-Mathieu dans Tiergarten ; dès le lendemain, sur l'ordre de Himmler, les corps sont exhumés, incinérés et leurs cendres dispersées dans les champs.
« Content de lui, conscient, au terme d'une journée longue et confuse, d'avoir tout de même pu « miser sur la bonne couleur » », Fromm se rend alors chez Joseph Goebbels pour lui faire part de son action, mais il est immédiatement arrêté à son arrivée. Pour Goebbels, Fromm « était pleinement complice de l'affaire [...] et a condamné ses complices à mort et les a fait fusiller en tant que témoins gênants ».
Alors que l'on peut craindre d'autres exécutions sommaires de conjurés arrêtés au Bendlerbock, celles-ci sont interdites par Otto Skorzeny, envoyé par Walter Schellenberg, qui arrive sur place avec une unité SS, accompagné par Ernst Kaltenbrunner et Remer.

### Enquête

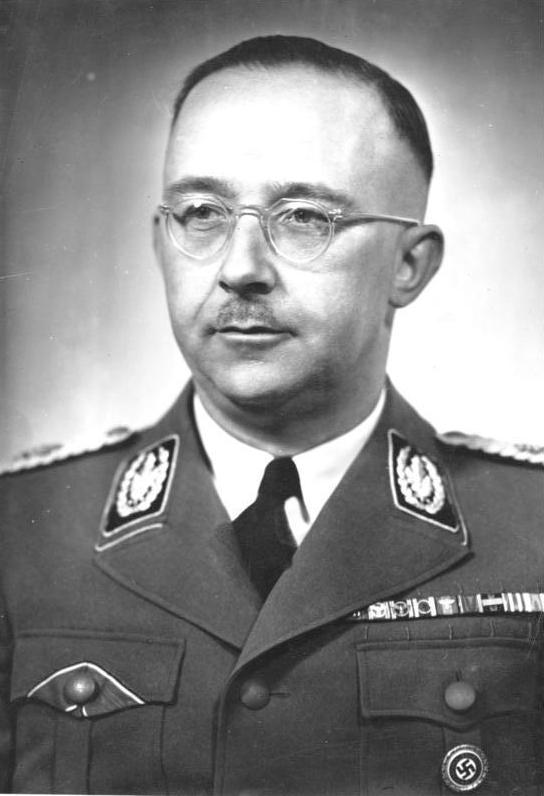
Heinrich Himmler en 1942.

Heinrich Himmler, nommé commandant de l'armée de l'intérieur dans la soirée du 20 juillet et muni des pleins pouvoirs pour réprimer la révolte, arrive à Berlin dans la soirée. Il ordonne immédiatement à la Gestapo, sous la direction d'Ernst Kaltenbrunner de lancer une enquête à grande échelle qui est menée à partir du 23 juillet par une commission spéciale du 20 juillet dirigée par Georg Kiessel placé sous l'autorité directe de Heinrich Müller et qui va compter jusqu'à 400 membres. Une première et vaste rafle est lancée dès la nuit du 21 au 22 juillet, rafle au cours de laquelle sont notamment arrêtés les généraux Hellmuth Stieff et Erich Fellgiebel. Au fur et à mesure que l'enquête progresse, le cercle des suspects s'élargit de jour en jour. Dans les heures et les jours qui suivent sont arrêtés, entre autres Erwin von Witzleben, Johannes Popitz, Hans Oster, Hjalmar Schacht, Josef Wirmer, Ewald-Heinrich von Kleist-Schmenzin et beaucoup d'autres. Les enquêteurs découvrent au fil de leurs investigations que « l'acte de Stauffenberg dissimulait un vaste mouvement qui s'étendait bien au-delà de l'armée, regroupait des forces de gauche comme de droite et dont les ramifications s'infiltraient jusque dans des milieux supposés fidèles au parti ». Ces résultats infirment rapidement le jugement initial d'Adolf Hitler qui réduisait le complot aux menées d’une poignée d’officiers réactionnaires.
La majorité des conjurés ne cherchent ni à fuir, ni à résister à leur arrestation et certains se livrent même à la Gestapo ; outre la volonté de préserver leur famille, ils répondent à une rigueur morale qui a marqué tout le déroulement de la conjuration et à la logique : « Ne pas fuir — faire face ! ». Certains conjurés pensent aussi pouvoir mettre à profit les procès pour mener une grande dénonciation du régime. L'enquête connaît une avancée notable avec l'arrestation le 12 août puis les interrogatoires de Carl Friedrich Goerdeler, passé à la clandestinité depuis le 18 juillet. Fidèle à ses convictions non violentes, il dénonce l'attentat mais, tenant à mettre en évidence l'étendue du complot au sein de la société allemande, il révèle la place qu'il avait prise dans le cercle des opposants au régime et la profondeur des liens que la conjuration avait tissés avec le monde civil ; il livre à ses interrogateurs les noms de chefs d'entreprise, de leaders syndicalistes et de religieux, ainsi que leurs motifs, leurs conventions et leurs objectifs ; « rien ne le dispensait, croyait-il, du devoir de tenter une dernière fois d'ouvrir les yeux à un Hitler aveuglé qui menait le pays à l'abîme, et peut-être de nouer tout de même un dialogue avec lui. » « Il est [toutefois] prouvé qu'il a évité à de nombreux amis et conjurés de tomber entre les griffes de la Gestapo et sans doute suivi une technique destinée à égarer les enquêteurs en parlant sans arrêt, en accumulant les faits et les détails ».
Au cours des semaines qui suivent, les enquêteurs arrêtent environ 600 suspects. Une seconde vague d'arrestations vise mi-août près de 1 500 adversaires supposés du régime, provenant des partis et des syndicats de la république de Weimar. Richard J. Evans avance quant à lui un chiffre total de 5 000 arrestations de personnes connues comme étant des adversaires au régime.

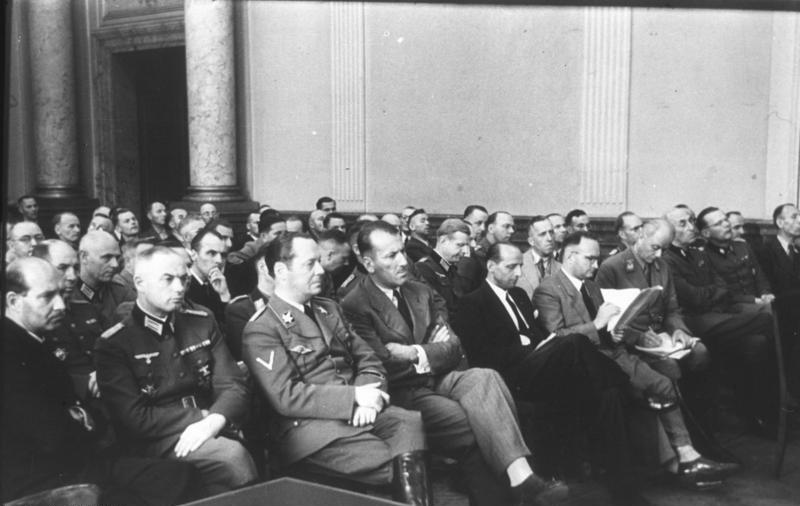
Ernst Kaltenbrunner, au premier plan, en civil, les bras croisés, assistant à l'une des sessions du Volksgerichtshof, le 20 juillet 1944, après l'échec du complot.

Lors de leurs interrogatoires, et même soumis à des tortures particulièrement brutales,, la plupart des suspects ne livrent aucun nom, aucune liste à la Gestapo. Sur ordre direct de Winston Churchill, les radios britanniques diffusent des listes de noms de participants au coup d'État, qui comportent aussi, afin d'aggraver la confusion, ceux d'officiers n'ayant rien à voir avec le complot. Ces listes sont exploitées et mises à profit par les enquêteurs et même lors des procès devant le Volksgerichtshof.
Alors que Kaltenbrunner estime le 15 septembre 1944 que l'enquête est pour l'essentiel arrivée à son terme, le RSHA découvre huit jours plus tard, et un peu par hasard, des documents dissimulés depuis 1942 par Hans von Dohnányi ; ces documents remettent fondamentalement en cause le tableau qu'on s'était fait jusque-là de la résistance : ils dévoilent notamment les tentatives de coup d'État élaborées à la fin des années 1930, et contiennent des notes sur l'affaire Blomberg-Fritsch, ainsi que quelques pages du journal de Wilhelm Canaris. La découverte de ces documents entraîne l'arrestation du général Franz Halder, tenue secrète. Adolf Hitler exige que ces documents ne soient pas évoqués lors de procès devant le Volksgerichtshof et que les éléments qu'ils révèlent soient dissociés des autres enquêtes.

Le 4 avril 1945, l'intégralité des journaux de Canaris est découverte par hasard à Zossen et apportée par Kaltenbrunner à Hitler, ce qui déclenche chez lui une colère démesurée ; « en les lisant, Hitler fut tout à coup persuadé que sa grande œuvre, menacée de toutes parts, avait dès le début été entourée d'intrigues, de jalousies, d'illusions et de trahisons. »

### Suicides, procès, condamnations et exécutions

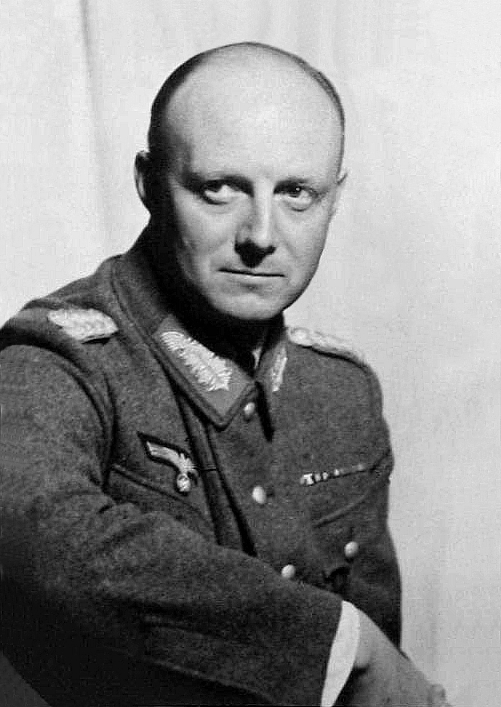
Henning von Tresckow en janvier 1944.

Au matin du 21 juillet 1944, Henning von Tresckow se dirige vers les lignes ennemies et se suicide en faisant exploser une grenade,. À la même date, Hans-Ulrich von Oertzen se donne la mort chez lui en se faisant sauter avec deux grenades, peu de temps avant l'arrivée de la Gestapo. Convoqué à Berlin où il sait que son arrestation est inévitable, Günther von Kluge met fin à ses jours sur la route qui le conduit à la capitale le 18 août 1944 en avalant une capsule de poison. Loringhoven ou Wagner choisissent également de se suicider comme d'autres conjurés civils et militaires. « Mais ces morts ne firent qu'étendre le cercle des suspects à leurs collaborateurs, à leurs amis et à leurs parents ». Quelques mois plus tard, le 14 octobre 1944, Erwin Rommel est contraint au suicide afin d'éviter un procès et une humiliation publique et pour mettre sa famille à l'abri des représailles.

« Cette fois je serai expéditif. Ces criminels [...] ne doivent pas recevoir la balle de l'honneur, ils doivent pendre à leur corde comme de misérables traîtres ! Qu'un tribunal d'honneur les chasse de la Wehrmacht. Ensuite, on pourra les condamner en tant que civils... Et le verdict devra être exécuté dans les deux heures qui suivront. Ils devront être pendus immédiatement, sans la moindre pitié ! Et le principal, c'est qu'on ne leur laisse pas le temps de tenir des grands discours. Mais Freisler se débrouillera. C'est notre Vychinski. »

— Adolf Hitler, juillet 1944.
Conformément à l’ordre de Hitler, le 4 août, un jury d'honneur présidé par Rundstedt, avec comme assesseurs Guderian et Keitel, chasse de l'armée un premier groupe de 22 officiers, sans auditions ni examen de preuves ; ils ne fondent leur décision que sur un bref exposé de Kaltenbrunner et les procès-verbaux des interrogatoires. Font notamment partie de ce « jury d'honneur » les généraux Schroth et Kriebel ; les généraux Burgdorf et Maisel assistent aux délibérations comme observateurs de Hitler. Au total, plus de cinquante officiers sont expulsés de l'armée au cours des mois d'août et de septembre.

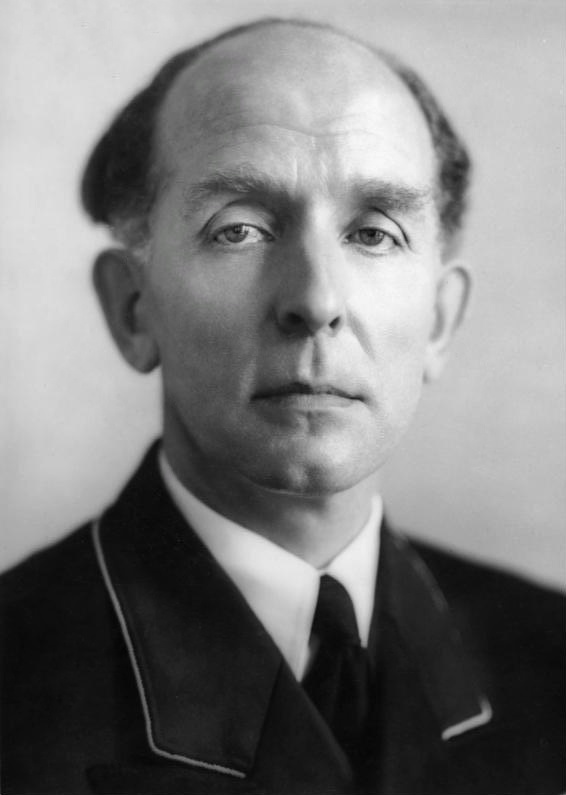
Roland Freisler en 1942.

Redevenus civils, les militaires faisant partie du complot sont donc traduits devant le Volksgerichtshof, présidé par Roland Freisler. Celui-ci est partisan d'une conception du droit particulière, appelée le « droit pénal d'opinion », selon laquelle « un accusé politique ne devait pas être sanctionné selon l'ampleur et la gravité de son acte, mais selon l'opinion que celui-ci reflétait ». Le premier procès, qui est filmé, s'ouvre le 7 août 1944 dans la grande salle de la cour d'appel de Berlin et devant un public trié sur le volet : les accusés sont Witzleben, Hoepner, Hellmuth Stieff, Paul von Hase, Robert Bernardis, Friedrich Karl Klausing, Yorck et Hagen. Tout est fait pour humilier et déstabiliser les accusés : on les force à se présenter sans col de chemise, Hoepner n'étant vêtu que d'un gilet de tricot ; ils sont également privés de leurs ceintures et de leurs bretelles, ce qui les oblige à retenir leur pantalon pendant que Freisler se moque d'eux et les invective grossièrement. Les accusés sont éloignés de leurs avocats, qui à quelques exceptions près prennent le parti de l'accusation, l'avocat de Witzleben déclarant que « le crime de l'accusé est avéré, et le coupable qui l'a commis doit mourir ». Dès qu'ils tentent d'exposer leurs arguments et de justifier leur action, les accusés sont violemment interrompus par Freisler qui, en hurlant, les couvre d'injures.
Tous les accusés sont condamnés à mort le 8 août et exécutés le jour même par pendaison — châtiment déshonorant exigé par Hitler — dans une dépendance de la prison de Plötzensee. Vêtus d'un uniforme de prisonnier et dénudés jusqu'aux hanches, ils sont pendus tour à tour à de simples crochets, avec des cordes particulièrement fines, pour qu’ils meurent de lente strangulation, humiliés pendant leur agonie, les bourreaux leur baissant le pantalon. Leur supplice est filmé et photographié à la demande expresse de Hitler.

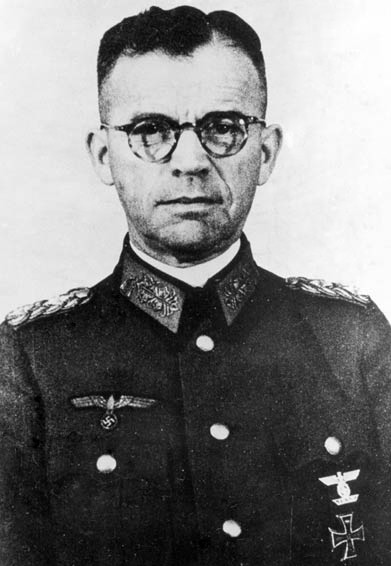
Erich Fellgiebel.

Un second procès a déjà lieu le 10 août où comparaissent Erich Fellgiebel, Berthold von Stauffenberg, Alfred Kranzfelder et surtout Fritz-Dietlof von der Schulenburg, qui incommode Freisler par sa gravité et ses moqueries. Ne se laissant pas impressionner par Freisler, Fellgiebel lui conseille « de se dépêcher de les faire pendre, sous peine d'être lui-même pendu avant les condamnés ». Comme à l'issue du procès précédent, tous les accusés sont condamnés à mort.
Carl Friedrich Goerdeler est traduit devant le Volksgerichtshof le 8 septembre 1944 avec Ulrich von Hassell, Josef Wirmer, Paul Lejeune-Jung et Wilhelm Leuschner. Comme au cours des audiences précédentes, Freisler « enragé et gesticulant » ne cesse de couper la parole aux accusés. Tous les accusés sont condamnés à mort mais l'exécution de Goerdeler est reportée, sans doute pour lui arracher d'autres informations : il est finalement exécuté le 2 février 1945 à midi.
Le 15 août 1944, Helldorf, Haeften et Trott font partie des condamnés à mort ; des procès se déroulent aussi les 21 août, 28 août et 20 octobre, où sont notamment condamnés Schwanenfelfd, Stülpnagel, Caesar von Hofacker ou Adolf Reichwein. Les 9 et 10 janvier 1945 s'ouvre le procès du cercle de Kreisau, dont Moltke est la figure centrale ; condamné à mort le 12 janvier, il est exécuté avec neuf autres détenus le 23 janvier 1945. Fromm est jugé et condamné à mort en février 1945 ; il est fusillé à la prison de Brandebourg le 19 mars 1945. Les procès se poursuivent jusqu'en février 1945. Parmi les accusés qui n'ont pas été condamnés à mort, certains sont libérés pendant la bataille de Berlin, d'autres exécutés par la SS, notamment le 23 avril 1945. Le déroulement des procès suscite l'indignation d'officiers qui y assistent, comme Helmut Schmidt qui partage avec d'autres spectateurs un sentiment de colère et de dégoût.

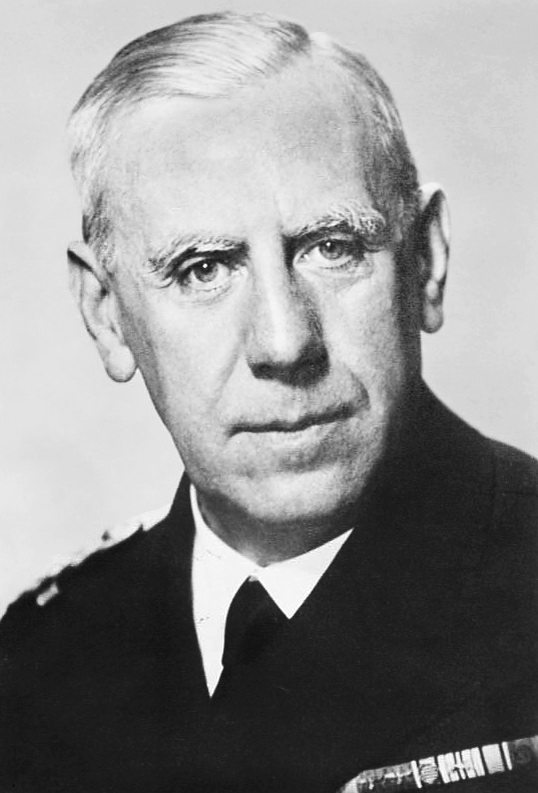
Wilhelm Canaris en 1940.

Les personnes impliquées par la découverte des documents de Hans von Dohnányi et de Wilhelm Canaris ne sont pas traduites devant le Volksgerichtshof mais jugées par des cours martiales de la SS qui ne disposent même pas de la compétence formelle indispensable pour prononcer des jugements. Au camp de concentration d'Oranienbourg-Sachsenhausen, le 6 avril 1945, Dohnányi est transporté devant ses juges sur une civière, à moitié inconscient : il est condamné à mort et exécuté par strangulation. Deux jours plus tard, au camp de concentration de Flossenbürg, c'est au tour de Canaris, Hans Oster, Dietrich Bonhoeffer et d'autres accusés d'être traduits devant la cour martiale, condamnés à mort et exécutés le lendemain par pendaison ; leurs cadavres sont incinérés sur un bûcher.
Deux semaines après l'attentat lors d'un discours devant les gauleiters à Posen, Himmler déclare que « quiconque était impliqué dans un crime aussi odieux contre l'Allemagne avait nécessairement un sang impur » et que châtier les familles des conjurés « était une vieille tradition germanique », mettant ainsi en œuvre avec rigueur et vigueur la Sippenhaft. L’épouse et la mère de Stauffenberg sont déportées à Ravensbrück, et ses enfants sont placés dans un orphelinat sous une fausse identité. Les familles de Carl Friedrich Goerdeler, Hans Oster, Henning von Tresckow, Ewald-Heinrich von Kleist-Schmenzin, Johannes Popitz et beaucoup d'autres sont également internées.
Certains conjurés ne sont pas identifiés et échappent donc à la mort, comme le major Philipp von Boeselager qui se rend aux troupes britanniques ou le generalmajor Rudolf-Christoph von Gersdorff. Quant au lieutenant Fabian von Schlabrendorff, il ne doit la vie qu’à l’interruption de son procès par un bombardement aérien, le 3 février 1945, au cours duquel Freisler trouve la mort.

## Réactions et conséquences
« L'attentat manqué de Stauffenberg marqua une césure dans l'histoire du Troisième Reich. L'échec du complot se solda par de terribles représailles contre toutes les personnes impliquées ainsi que par une forte radicalisation du régime tant en matière de répression que de mobilisation. Les retombées de cet attentat manqué furent grandes sur les structures gouvernementales du régime, sur l'état d'esprit de l'élite civile et militaire (dans une certaine mesure également, sur le grand public), mais aussi sur les possibilités restantes concernant le changement de régime et la fin de la guerre. »

— Ian Kershaw.

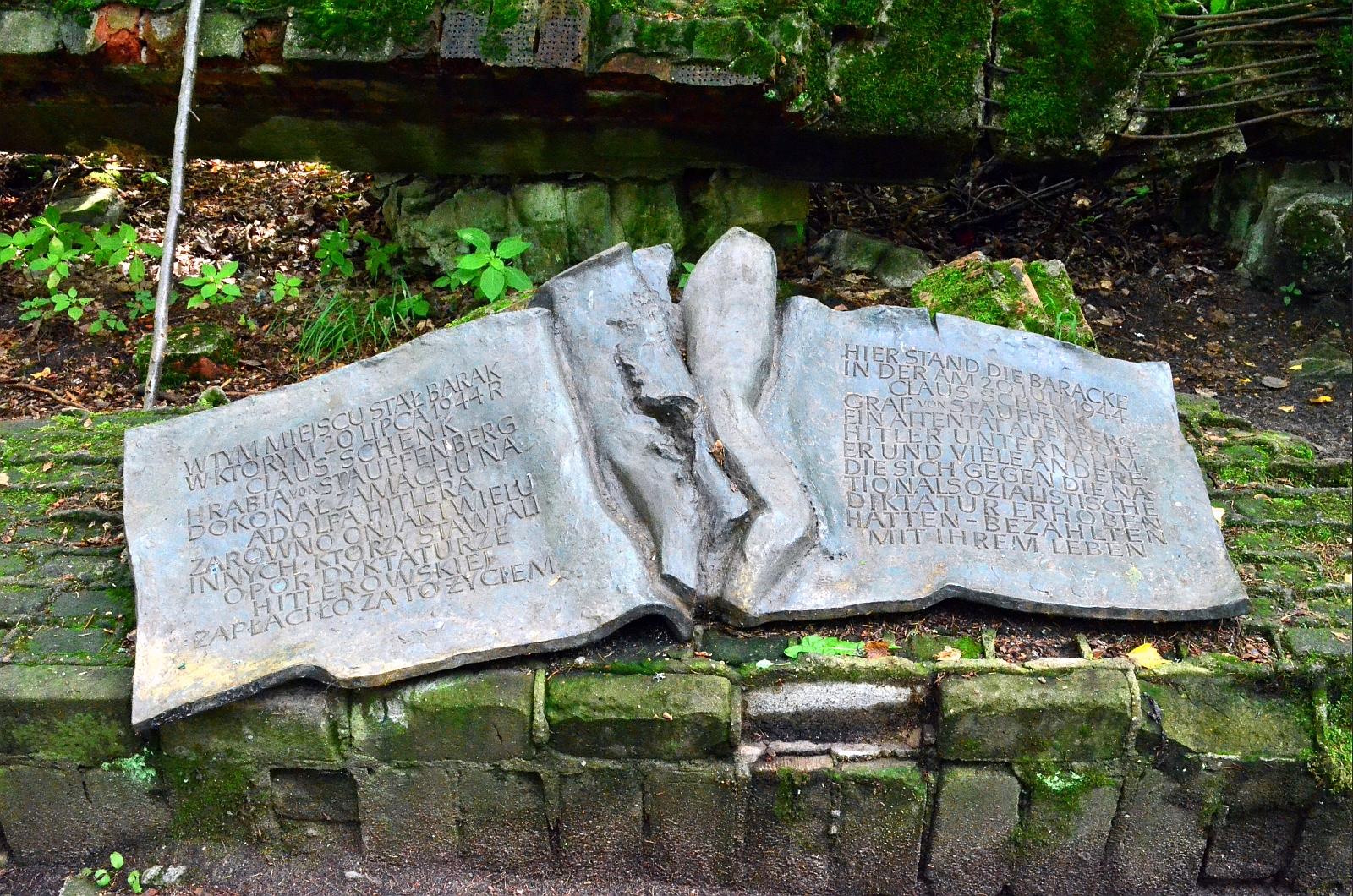
Monument en mémoire du complot du 20 juillet 1944 sur le site de la Wolfsschanze.

Hitler apporte un soin tout particulier à la manière dont l'attentat et le complot doivent être présentés à la population ; sur son injonction, Bormann ordonne aux gauleiters de présenter le coup d'État comme l'action de quelques isolés, sans intenter, en aucun cas, un procès contre l'ensemble du corps des officiers. Hitler insiste auprès de Goebbels pour qu'« aucune chasse aux sorcières [ne soit lancée] contre la caste des officiers en soi, ni contre les généraux, ni contre l'armée de terre ni contre l'aristocratie ».

### Réactions dans la population
L'historien britannique Basil Henry Liddell Hart insiste sur la plus grande confusion qui suit immédiatement l'attentat, au sein de la population. « Sur le moment, la population, qui ne sait rien des motivations des rebelles, ne voit dans le putsch qu'un règlement de comptes au sommet du pouvoir. L'homme de la rue ignore tout des dissensions entre le Führer et certains de ses chefs militaires ; pour lui, nazis et généraux, c'est tout un. » Les réactions, connues par les rapports de police, le courrier et les journaux intimes d'Allemands, sont mélangées : fidélité des cadres et des membres du parti, réserve des soldats du front, déception de nombreuses femmes devant l'échec de l'attentat pour lesquelles la mort de Hitler aurait signifié la fin de la guerre, réactions teintées de soulagement puis de désintérêt, au vu des nouvelles préoccupantes du front de l'Est.
Ian Kershaw insiste sur le sentiment largement répandu au sein de la population que « Hitler était le dernier rempart contre le bolchevisme et que sa mort aurait signifié la fin du Reich ». Le dimanche suivant l'attentat, de nombreux prêtres et pasteurs assimilent dans leurs prêches Hitler à l'envoyé de la Providence.
Pour le même auteur et François Roux, l'attentat contre Hitler est globalement condamné par les soldats du front de l'Est qui considèrent l'événement comme une trahison. D'après la censure militaire qui a dépouillé 45 000 lettres de soldats ordinaires du front de Normandie en août 1944, nombreux sont ceux qui se réjouissent de la survie du Führer et ce sentiment pro-hitlérien est sans nul doute authentique.

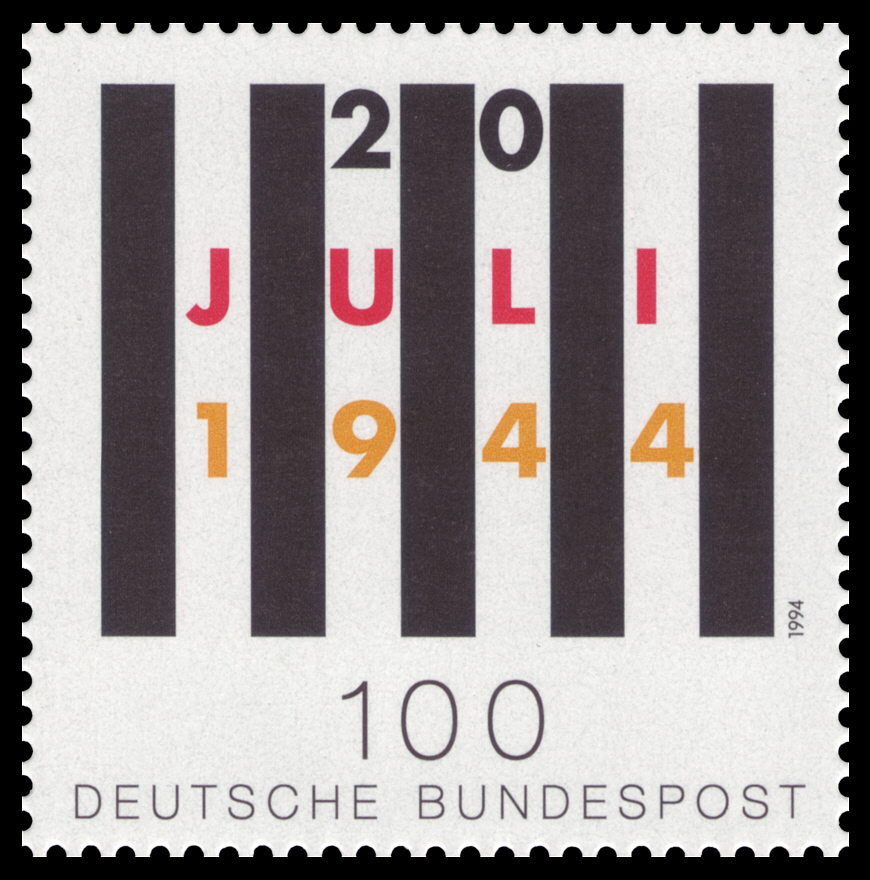
Timbre de la Deutsche Bundespost commémorant le complot du 20 juillet 1944.

Sur le territoire allemand, les agents du SD soulignent le soulagement général de la population à la nouvelle de la survie d'Adolf Hitler et la détermination du peuple allemand à continuer à se battre. « Comment peuvent-ils le savoir ? Connaissant leur fin atroce, qui oserait afficher sa compassion pour les pendus de la Plötzensee ? ». « Un premier rapport sur l'état de l'opinion transmis par Ernst Kaltenbrunner à Martin Bormann le 21 juillet 1944 fait état de réactions uniformes en Allemagne, à savoir une vive consternation, un choc, une indignation et une profonde fureur. Dans des districts ou des sections de la population hostiles au nazisme, les sentiments sont analogues : « la tentative d'assassinat n'a pas inspiré ne fût-ce qu'un mot de sympathie ». Il n'empêche toutefois que des voix discordantes se font entendre à titre individuel et généralement dans la plus grande discrétion, par crainte de la vague de répression qui s'est abattue sur l'Allemagne, et que le silence d'une grande partie de la population est éloquent. Quant aux deux Églises allemandes, elles condamnent l'attentat et maintiennent d'ailleurs cette condamnation après-guerre.
Vu le succès des réunions publiques organisées par Joseph Goebbels, un rapport voit dans cette affluence « un plébiscite implicite, une démonstration de soutien à Hitler et son régime », ce qui amène Goebbels à conclure « que le coup d'État manqué avait purifié l'atmosphère et fait au régime plus de bien que de mal ». À travers toute l'Allemagne, les gauleiters organisent des « rassemblements de loyauté » auxquels participent des centaines de milliers d'Allemands, civils et militaires ; si le mécanisme d'auto-intoxication y joue à plein et que la condamnation du complot semble faire l'unanimité, certains rapports du SD nuancent cette analyse. Le correspondant du SD à Stuttgart consigne dans son compte-rendu que « la plupart des camarades du peuple, même ceux dont la confiance était inébranlable, ont perdu toute foi dans le Führer ».
Pour Goebbels, l'attentat suscite un grand optimisme dans la presse britannique et américaine : « On se comporte comme si la guerre prenait fin demain. Quel réveil cruel cela va être dans le camp d'en face quand la vérité surgira et qu'il s'avérera que la crise générale a conduit à un renforcement de la résistance de l'Allemagne plutôt qu'à son affaiblissement. [...] En contrepartie, on entend d'innombrables voix favorables en provenance des pays neutres et, en premier lieu, de nos alliés à l'étranger [...] car chacun saisit bien que, si le Führer avait soudainement disparu de la scène, le passage de l'Europe au bolchevisme n'aurait plus été qu'une question de temps ».

### Réactions dans l'armée

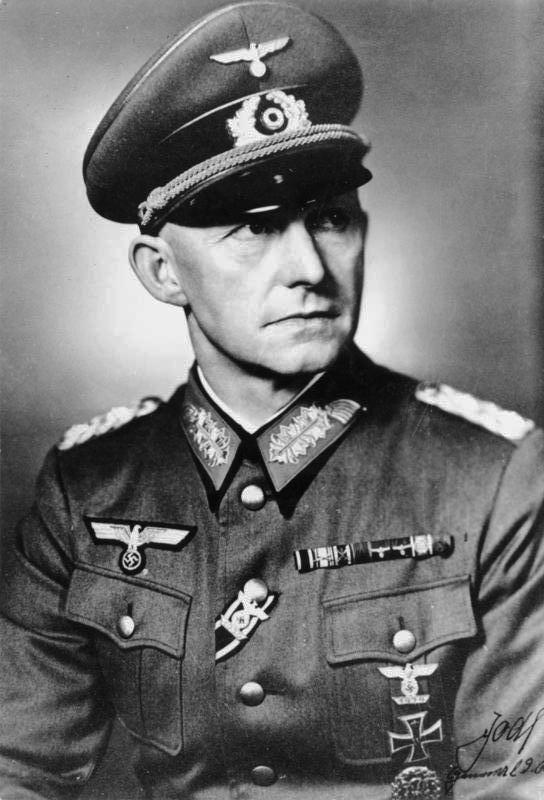
Alfred Jodl en 1940.

Concernant l'attitude de la plupart des généraux allemands dans les semaines qui précèdent l'attentat et les jours qui le suivent, Liddell Hart précise que « le peuple allemand ignorait tout de la situation et ne comprendrait pas une semblable initiative venant de la part des généraux, que les troupes de l'Est reprocheraient à celles de l'Ouest de les abandonner et que les généraux craignaient de passer pour traîtres à leur pays au regard de l'histoire ».
« Réitérant leur serment de loyauté à Hitler, les chefs militaires s'empressent de publier des déclarations dénonçant la lâcheté et la traîtrise des conspirateurs ». Confirmant concrètement leur totale allégeance au Führer, Rundstedt, Guderian et Keitel acceptent de faire partie du « jury d'honneur » qui chasse nombre de conjurés des rangs de l'armée. Le 24 juillet 1944, le général Alfred Jodl prononce un discours particulièrement violent contre les conjurés, affirmant notamment que « le 20 juillet a été le jour le plus noir que l'histoire allemande ait connu à ce jour [...] en comparaison de ce qui vient de se produire, le 9 novembre 1918 — date de l'abdication de l'empereur Guillaume II — a presque été un jour d'honneur » ; il poursuit en affirmant : « le temps n'est pas à la miséricorde, et le temps des partisans tièdes est révolu. La haine pour tous ceux qui résistent ! Voilà ce que personnellement je ressens ». Le même jour, le salut militaire est remplacé par le salut hitlérien au sein des forces armées.
Le général Georg-Hans Reinhardt, affecté sur le front de l'Est et futur commandant du groupe d'armées Centre, et le General der Panzertruppe Hermann Balck — qui a connu et admiré Stauffenberg — condamnent vigoureusement le complot et ses participants et confirment leur totale fidélité au Führer. Même quinze jours après la capitulation des forces allemandes, le général Friedrich Hossbach considère que le complot du 20 juillet 1944 est « immoral et antichrétien », qu'il s'agit d'un « coup de poignard dans le dos » et de « la trahison la plus ignoble contre notre armée ».
L'armée est reprise en main, épurée de certains de ses officiers. Cette reprise en main se manifeste rapidement, également par des mesures symboliques : ainsi, dès le 26 juillet, Göring signe une directive imposant le salut nazi dans la Wehrmacht : le texte précise que ce salut doit matérialiser la « fidélité inébranlable au Führer » que doit montrer l'armée.

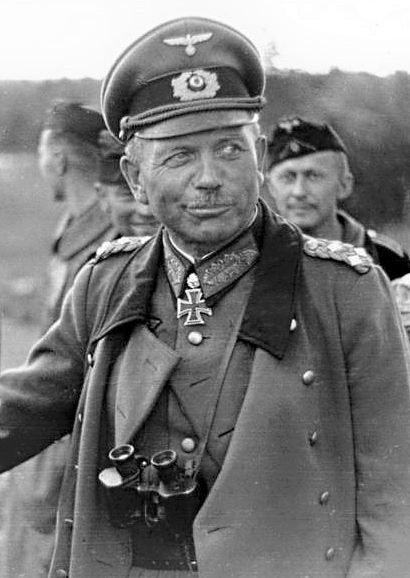
Heinz Guderian en juillet 1941.

Le 29 juillet, Guderian publie un ordre du jour annonçant que dorénavant le premier critère d'appréciation sera l'engagement national-socialiste des officiers ; il précise que « tout officier d'état-major doit être un officier instructeur national-socialiste [et] que par son sens de l'initiative et sa capacité d'éclairer les camarades les plus jeunes sur les intentions du Führer, chacun devait montrer et prouver, sur un plan tant tactique que stratégique, qu'il appartient à la sélection des meilleurs ».
En plus de chapeauter le commandement de l'armée, le NSDAP tente de faire intrusion dans les unités en créant des commissions politiques mandatées par lui ; si ce projet ne voit pas le jour selon François Roux, Ian Kershaw estime quant à lui que fin 1944 « plus d'un millier d'« officiers instructeurs » à plein temps et pas moins de 47 000 à temps partiel, pour la plupart membres du Parti, travaillent dans la Wehrmacht. Ils avaient pour mission « d'éduquer » les soldats pour leur inculquer « une volonté sans bornes de détruire et de haïr ». » En tout état de cause, l'ordre est donné de ne plus promouvoir que les officiers hitlériens : le général Wilhelm Burgdorf est chargé de remplacer les cadres de la « vieille école » par des « officiers du peuple avec une tête d'ouvrier », affectations et promotions étant décidées par Himmler, son officier de liaison Fegelein, Bormann et Burgdorf sans passer par la chaîne hiérarchique. La concentration des pouvoirs entre les mains des fidèles de Hitler et de ses proches, pas toujours compétents, affaiblit davantage encore le peu de cohérence du commandement.

### Changements institutionnels

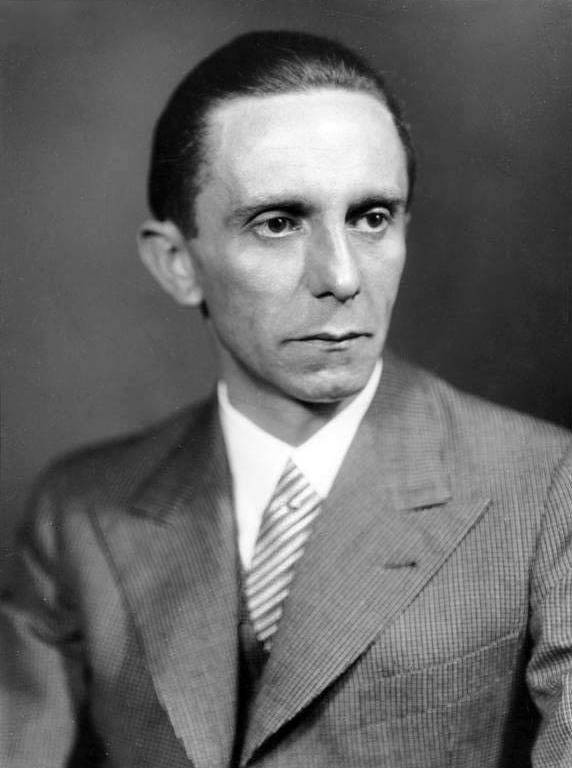
Joseph Goebbels.

L'échec de l'attentat et du coup d'État renforce la position de trois hommes forts : « Himmler, nanti d'une large délégation pour réorganiser la Wehrmacht et qui coiffe l'ensemble des forces de répression, détient le pouvoir visible ; Bormann tire de sa proximité avec le Führer un pouvoir occulte mais considérable ; Goebbels est le seul à proposer une vision politique. » Ce dernier se voit confier des pouvoirs étendus pour la réforme de l'État et de la vie publique.
Himmler, tout d'abord, est nommé au commandement de l'armée de réserve : pépinière pour les comploteurs, son état-major est rapidement peuplé par des fidèles du Reichsführer, tout en tentant d'insuffler la loyauté aux militaires restés au sein de cette unité. Quelques jours plus tard, le 2 août, il reçoit également le pouvoir de mobiliser dans les unités d'active les services administratifs des organisations nazies, principalement l'organisation Todt et le Front du travail.
Goebbels, le principal acteur de l'échec du soulèvement à Berlin, est nommé plénipotentiaire pour la guerre totale le 22 juillet, lors d'une réunion des ministres se déroulant sous la présidence de Hans Lammers : un décret du Führer du 25 juillet confirme cette nomination et fixe les compétences du nouveau plénipotentiaire ; il reçoit alors le pouvoir de mobiliser, dans l'ensemble des secteurs de la vie civile, les hommes dont la présence n'est pas indispensable.
Martin Bormann, responsable de la chancellerie du NSDAP, utilise la crise de confiance que traverse le Reich pour ranimer le parti,.
Ces trois hommes ne sont pas les seuls à bénéficier de l'échec de l'attentat : en effet, les changements de personnel au sein du commandement de l'armée contribuent à mettre en avant des officiers connus pour leur engagement au service du pouvoir nazi. Heinz Guderian, qui a ordonné en personne au bataillon blindé chargé de prendre le quartier général de la SS à Berlin de rebrousser chemin, se voit nommé chef d’état-major adjoint de l'Armée de terre, responsable du front de l'Est, dès le 21 juillet,.

Ces changements institutionnels bénéficient certes à des proches de Hitler, mais d'autres se retrouvent évincés de certaines de leurs fonctions ; un temps suspecté, Albert Speer, caressant l'espoir de prendre le contrôle de l'ensemble des industries d'armement, se voit rapidement déçu dans ses espérances, partiellement évincé par son adjoint, Karl-Otto Saur.

## Postérité

### Réactions internationales

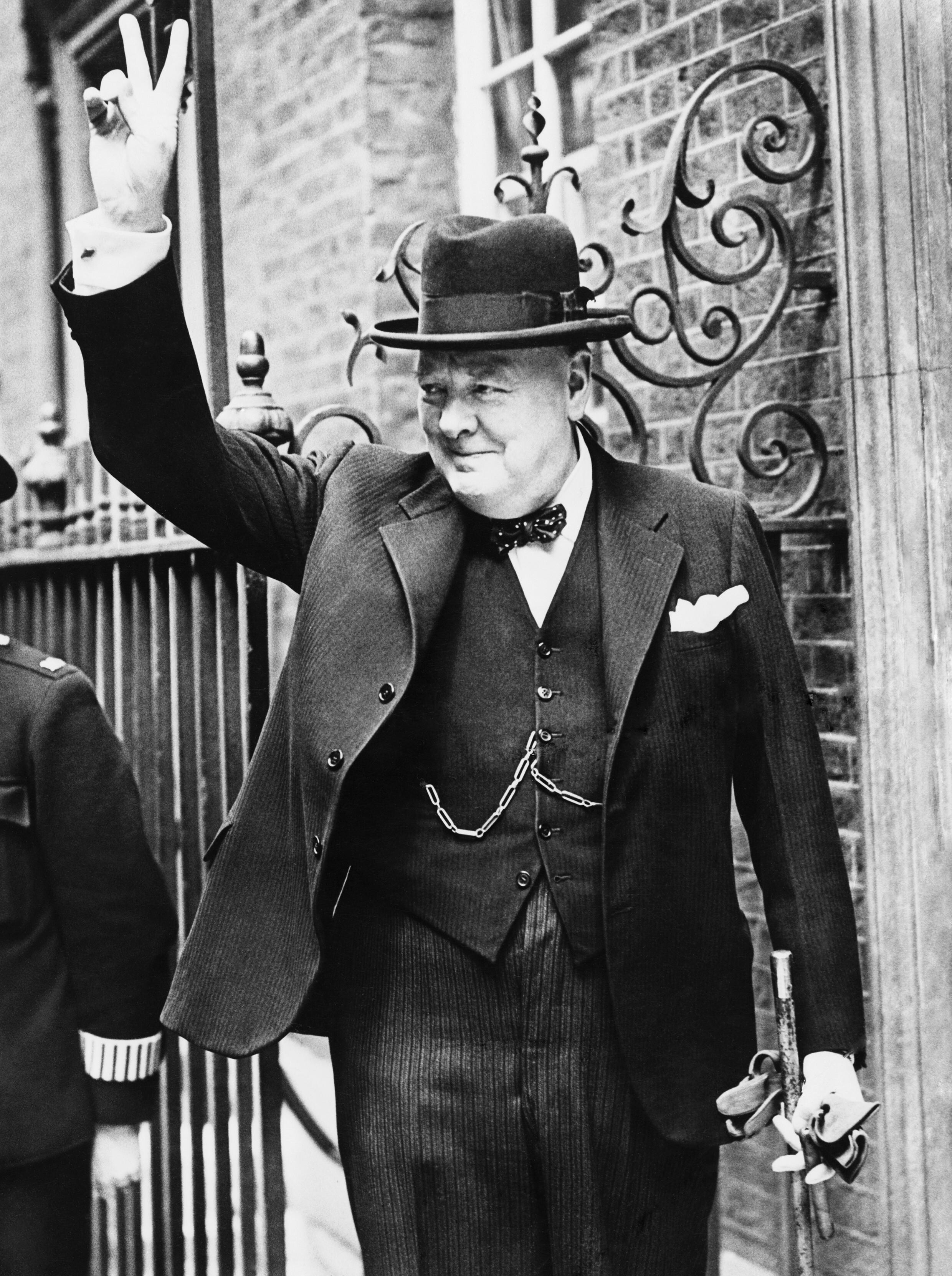
Winston Churchill faisant le « V » de la « Victoire », le 5 juin 1943.

Hors du Reich, l'attentat est d'abord considéré avec une certaine distance. Winston Churchill, prévenu antérieurement des plans des conjurés, déclare le 2 août 1944 à la Chambre des communes : « les dirigeants du Reich allemand se tuent les uns les autres, ou essayent d'attenter à leurs vies ; mais leurs jours sont comptés ».
Les États-Unis reprennent l'interprétation proposée par Churchill. Le New York Times estime le 9 août 1944 que l'attentat évoque plutôt un règlement de comptes « dans l'atmosphère sombre d'un monde de criminels », et qu'il ne correspond pas au comportement « que l'on attend normalement de la part d'un corps d'officiers d'un État civilisé ».
Ilya Ehrenbourg écrit dans l'Étoile rouge : « Ce ne sont pas des officiers mutinés qui feront ployer le genou de l'Allemagne nazie, mais l'armée rouge et ses alliés. Nos armées sont plus rapides que la conscience des Fritz ».
Selon Marion von Dönhoff, journaliste et éditrice de l'hebdomadaire Die Zeit, les efforts de Carl Friedrich Goerdeler et d'Adam von Trott zu Solz pour obtenir un soutien à l'étranger se sont brisés sur un « mur du silence » qu'elle interprète comme un délit de non-assistance. Faute d'informations plus précises, les puissances occidentales se seraient rangées à l'interprétation de Hitler et auraient considéré l'attentat comme le fait « d'officiers ambitieux »,.

### En Allemagne après 1945
Dans l'Allemagne occupée et divisée d'après-guerre, la perception de l'attentat est double. Si dans la zone occidentale puis en République fédérale allemande les auteurs de l'attentat sont progressivement, après le procès Remer en 1952, considérés comme des « héros », la situation en République démocratique allemande est tout autre. Pour beaucoup d'Allemands à l'est comme à l'ouest, la propagande nazie qui évoquait une « trahison » des officiers marque encore les esprits.

La Deutsche Rundschau de décembre 1946 publie, sous la direction de Rudolf Pechel, une déclaration attribuée à Churchill, selon laquelle :

« L'opposition allemande était certes quantitativement toujours plus faible, mais comptait parmi les plus nobles et les plus grandes dans l'histoire politique des peuples. Ces hommes combattaient sans aide ni extérieure ni intérieure, mus par le seul trouble de leur conscience. De leur vivant, ils nous demeurèrent inconnus, car ils durent se dissimuler. Cependant cette résistance est devenue visible à ses morts. Ces morts ne permettent pas de justifier tout ce qui se passa en Allemagne. Mais leurs actions, et leurs victimes sont la fondation indestructible de la reconstruction nouvelle. Nous espérons et attendons le temps qui saura attribuer au chapitre héroïque de la résistance allemande intérieure sa juste dignité. »

L'information est reprise en 1952 par la Bundeszentrale für politische Bildung dans une édition spéciale de la revue Parlament, par Hans Royce, ainsi que par l'historien Walther Hofer en 1954. Cependant cette attribution à Churchill, et la véracité du discours lui-même sont depuis contestées par la même Bundeszentrale für politische Bildung comme par l'historien Peter Steinbach, qui le considère en 1999 comme inauthentique.
Dans la zone d'occupation soviétique puis en RDA, le SED, parti unique, analyse cet événement au travers d'une grille d'analyse marxiste-léniniste : les auteurs du complot du 20 juillet sont tout d'abord des « agents réactionnaires de l'impérialisme des États-Unis ». Selon l'historien Kurt Finker, « le complot dans son ensemble et dans son essence était une entreprise radicalement réactionnaire de sauvetage de l'impérialisme allemand et de la puissance des monopoles avant leur défaite ».
Pendant des décennies, la République démocratique allemande ignore ou minore la tentative d'assassinat du 20 juillet 1944, car celle-ci a été inspirée par des cercles conservateurs et aristocratiques qui ne correspondaient pas à l'idéal socialiste promu par l'Allemagne de l’Est.

### Après-guerre en République fédérale allemande
L'attentat du 20 juillet 1944, en dépit de son échec, est riche en conséquences pour l'après-guerre. Il inspire fortement le nouveau principe propre à la Bundeswehr d’Innere Führung, principe contraignant qui définit les buts et le comportement du citoyen en uniforme. Pour les civils en revanche, il reste un héritage déplaisant principalement lié aux multiples commémorations.

#### Médias et discours commémoratifs

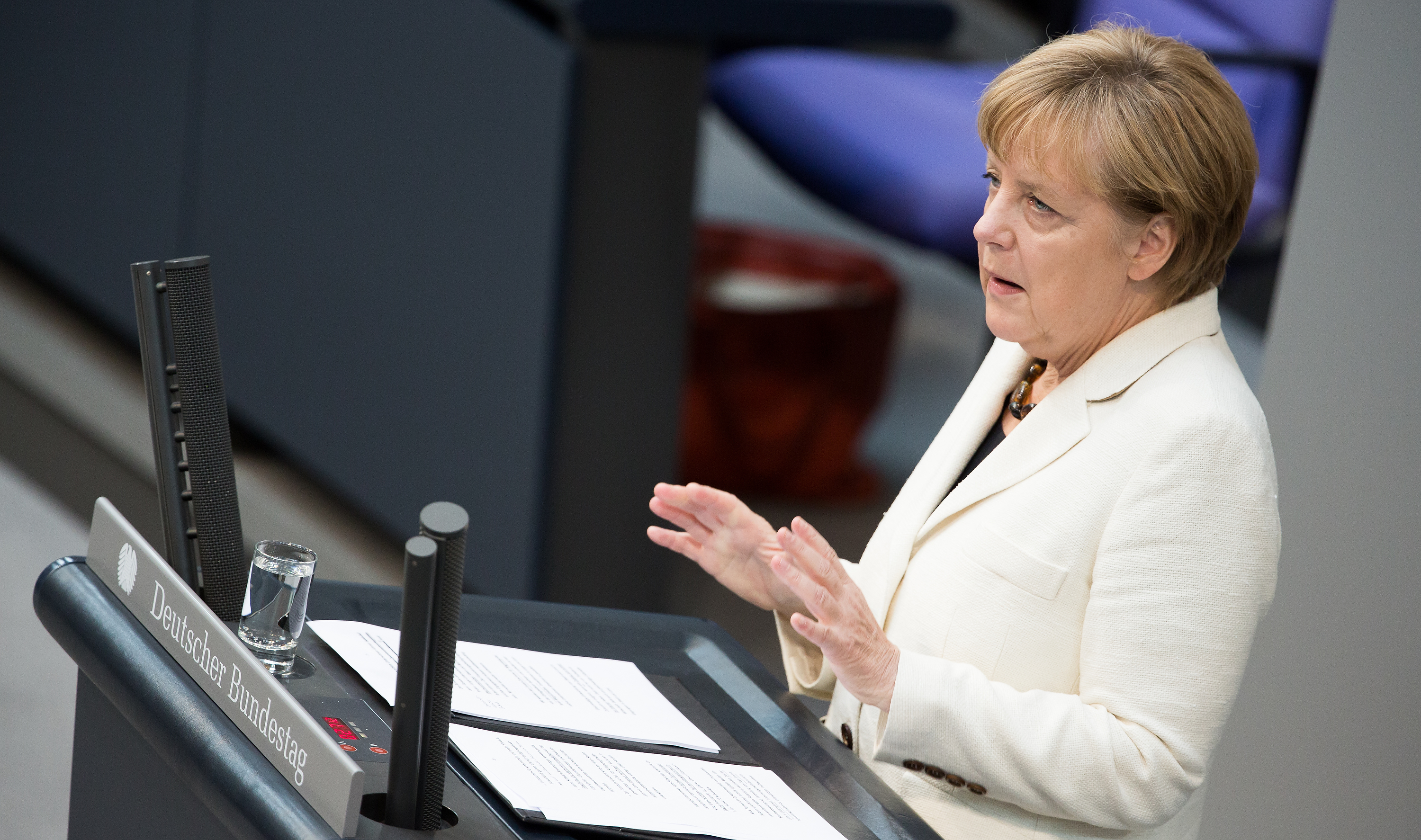
Angela Merkel s'exprimant devant le Bundestag, le 10 septembre 2014.

Après 1946, les médias tendent principalement à présenter le complot du 20 juillet sous un jour positif, et de façon plus nette encore après la suppression de la licence obligatoire pour les médias après 1949. Toute prise de position contre les conjurés, particulièrement après le procès Remer de 1952, est fortement critiquée et assimilée à une attaque contre le « politiquement correct ». Le complot du 20 juillet est utilisé dans les discours commémoratifs d'abord afin de contrer la thèse de la responsabilité collective du peuple allemand, ou Kollektivschuldthese, ensuite pour fonder une nouvelle identité allemande qui s'appuierait sur la tradition de la liberté. La résistance allemande se voit ainsi assigner une fonction cathartique qui culmine parfois, comme en 1958 pour le responsable du SPD Carlo Schmid dans une rhétorique sacrificielle : « Ceux qui sont morts par la hache, par la potence, par les chambres à gaz, empalés, ont agi à notre place et pour nous ; les durs lauriers qu'ils ont, telle une couronne d'épines, imprimés à leur front, nous ont lavés de la faute qui pesait sur nous ». Après 1953, de nombreux orateurs comparent le complot du 20 juillet 1944 à la révolte du 17 juin 1953, y voyant le même signe de la quête de liberté d'une population allemande confrontée à la dictature. Les bâtiments publics allemands sont pavoisés chaque 20 juillet depuis 1963.
Le 28 juin 2014, la chancelière allemande Angela Merkel rend hommage aux auteurs de l'attentat contre Hitler, qui ont su prendre une « décision conforme à leur conscience », dans « une situation extrêmement difficile », avant d'inaugurer le 1er juillet 2014 une nouvelle exposition permanente du Mémorial de la résistance allemande notamment consacrée à l'attentat contre Hitler.

#### Opinion publique
Le plus ancien sondage complet se rapportant au 20 Juillet date de 1951 et montre une répartition tripartite de l'opinion : un tiers des sondés n'associe aucun événement avec cette date, ou déclare n'avoir aucune opinion, un tiers l'évalue de façon positive, et le dernier tiers de façon critique ou négative. Les hommes et femmes de la résistance allemande sont encore fréquemment publiquement dénoncés comme des « lâches » et des « traîtres » jusqu'au milieu des années 1950.
L'attitude critique de la population allemande atteint un sommet au printemps 1952, au moment de la montée en puissance du Sozialistische Reichspartei (SRP) et peu de temps avant la tenue du procès Remer, à tel point que l'opinion publique estime de plus en plus que « l'attentat contre Hitler est au cœur d'une active mythification politique ». Le procès intenté à Otto-Ernst Remer en mars 1952 et à l'issue duquel il est condamné à trois mois de prison va notablement influencer l'opinion publique allemande. Ses attendus réhabilitent les conjurés du 20 juillet 1944 en mentionnant notamment qu'« aucune preuve, pas même l'ombre d'un soupçon, ne peut faire suspecter un seul de ces hommes d'avoir été payé par l'étranger pour leurs actes de résistance [...]. [Au contraire, les conjurés], constamment inspirés par un patriotisme et un altruisme ardent, [se seraient] intrépidement sacrifiés, poussés par leur sentiment de responsabilité envers leur peuple, afin de supprimer Hitler et par là-même son gouvernement ».
9 mois après le procès, un nouveau sondage relève que 58 % des personnes interrogées ne considèrent pas les comploteurs comme des traîtres ; seuls 7 % des sondés estiment le contraire (chez les jeunes de moins de 21 ans, ce taux monte à 16 %).

#### Une scission durable
Un dilemme parcourt l'ensemble des institutions comme des formations politiques : « Pour tous les partis, la règle était la même. Ils voulaient s'ouvrir à tous les Allemands, aux anciens nationaux-socialistes comme à ceux qu'ils avaient pourchassés, aux complices comme à leurs victimes. La mise en avant claire des hommes et femmes de la résistance aurait certainement polarisé leur message et effrayé un certain nombre de ces complices ». Ainsi s'explique la scission et l'ambivalence de l'attitude de l'opinion publique : plusieurs responsables politiques, qui trouvaient leurs racines dans la tradition démocratique de la République de Weimar, mais qui à quelques exceptions près n'avaient eux-mêmes pas fait partie de la résistance allemande, durent tout d'abord se rapprocher de l'événement du 20 juillet et se l'approprier. Konrad Adenauer s'oppose ainsi violemment, en 1946 et en tant que membre du conseil de la zone d'occupation britannique en Allemagne, à la demande de soutien financier de familles d'anciens conjurés du 20 juillet 1944. Huit années plus tard, alors chancelier, Konrad Adenauer honore cependant les résistants lors d'une allocution radiodiffusée : « Celui qui a entrepris, par amour du peuple allemand, de briser la tyrannie, comme l'ont fait les victimes du 20 juillet, mérite l'estime et l'hommage de tous ».
En République fédérale allemande, la première commémoration officielle de l'attentat se déroule à l'occasion de son dixième anniversaire, le 20 juillet 1954. Le président de la République Theodor Heuss y prend la parole en justifiant le complot, en affirmant que la résistance allemande au nazisme n'était pas une trahison et que l'insubordination de Stauffenberg était même honorable : « il y a des refus d'obéissance aux ordres qui ont été glorifiés par l'histoire » ; le discours de Heuss marque un tournant dans la perception de l'opinion publique à propos de la résistance.
En 2014, la station de radio internationale allemande Deutsche Welle affirme que les « traîtres de 1944 » sont depuis longtemps considérés comme des héros par l'opinion publique.
Angela Merkel rompt avec l'idée que les instigateurs de ce complot soient des traitres, elle dira même le 20 juillet 2019, lors de la célébration en hommage aux instigateurs de l’opération « Walkyrie » soit 75 ans après les faits que : « Il y a des moments où la désobéissance peut être un devoir » devant des jeunes recrue de l'armée.